# Architettura romanica

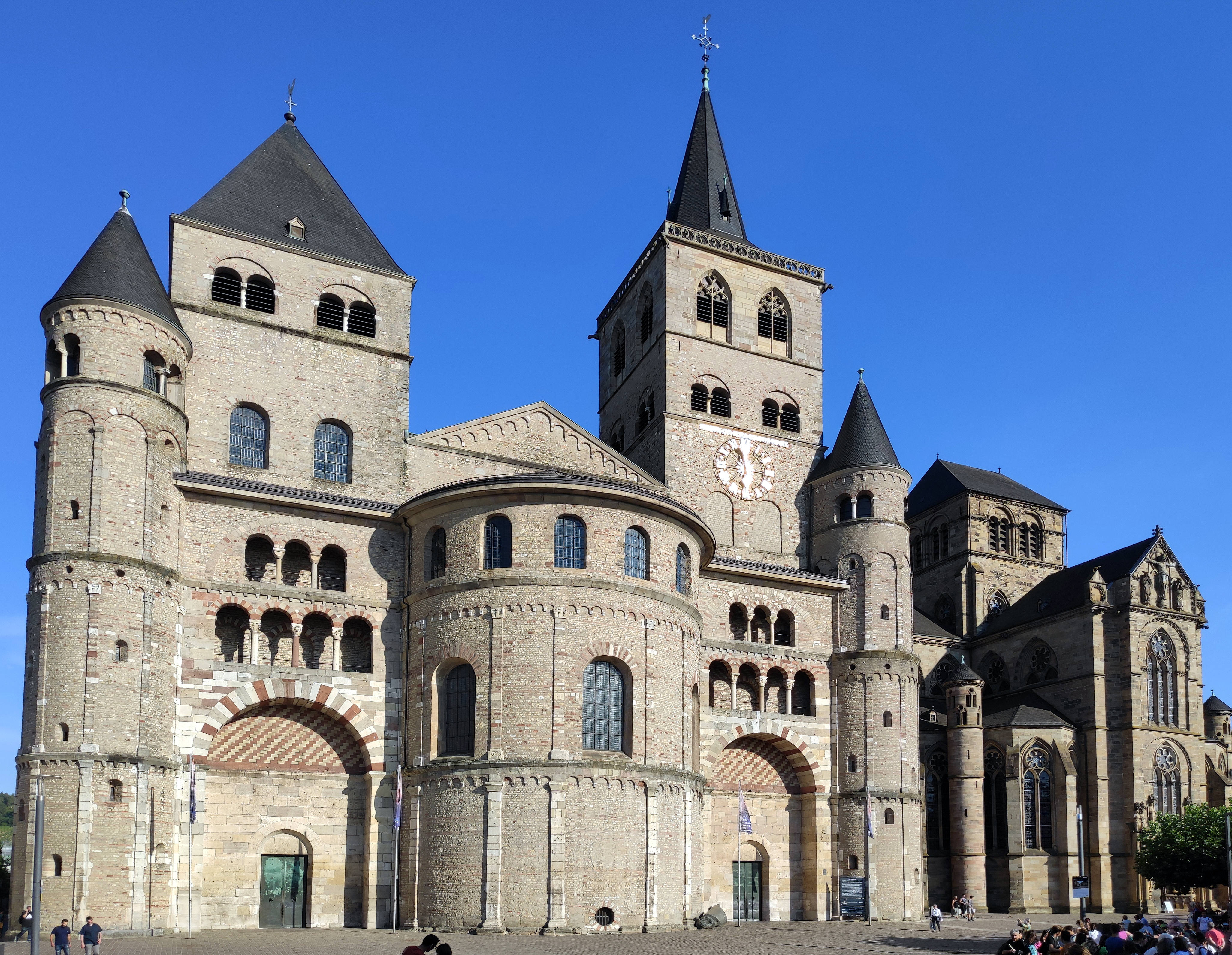
Il duomo di Treviri.

L'architettura romanica è lo stile del creare proprio dell'arte romanica, che si diffuse in Europa nell'XI e XII secolo, fino all'affermazione dell'arte gotica, cioè verso la metà del XII secolo in Francia ma con persistenze maggiori negli altri paesi europei. L'aggettivo "romanico" è un adattamento italiano di "roman", vocabolo creato in Francia agli inizi dell'Ottocento per indicare le lingue e le letterature romanze (o neolatine). Charles de Gerville introdusse "roman" anche nel linguaggio architettonico e il termine ebbe fortuna: in breve tempo si definì romanica tutta la cultura figurativa che in Francia si era sviluppata dopo i Romani fino alla fioritura dell'architettura gotica. In seguito, la definizione di "romanico" fu riferita solo alla produzione tra X e XIII secolo.

## Definizione

La volta a botte, elemento simbolo dell'architettura romanica: (1) chiave di volta; (2) cuneo; (3) estradosso; (4) piedritto; (5) intradosso; (6) freccia; (7) corda; (8) rinfianco

Quando fu coniato, il termine "romanico" faceva riferimento al legame con l'architettura romana, dalla quale vennero ripresi alcuni elementi strutturali (l'arco, la colonna, il pilastro, la volta) e una certa impostazione monumentale e spaziale. Tuttavia l'interpretazione del romanico come rinascita della sapienza costruttiva romana e, conseguentemente, della spazialità dell'architettura imperiale tardo-romana non è accettata da tutti, ed è stata avanzata anche l'interpretazione dell'architettura romanica come derivazione dell'architettura bizantina.
In relazione al termine romanico sono stati utilizzati dagli storici anche i termini preromanico (riferito alle realizzazioni architettoniche del IX e X secolo soprattutto nelle aree di influenza carolingia e poi ottoniana), protoromanico (riferito alle prime manifestazioni di questo nuovo linguaggio architettonico sul passaggio tra X e XI secolo soprattutto tra Francia centro meridionale, Italia settentrionale e Spagna settentrionale) e tardoromanico per le regioni che nel XIII secolo non accolgono il nuovo stile gotico. A partire dalla metà del XIX secolo e fino ai primi anni del Novecento, inoltre, l'architettura romanica fu fonte di ispirazione per una nuova tendenza artistica, nota come architettura neoromanica.

## Inquadramento storico
La cultura e la civiltà europea subirono un'accelerazione dopo l'anno mille, grazie a una serie di innovazioni tecnologiche, prima di tutto in agricoltura, che permisero di aumentare la produzione di generi alimentari, sollevando la popolazione dall'endemica scarsità di cibo. Ciò innescò un circolo virtuoso che permise un incremento demografico, la ripresa dei commerci e lo sviluppo di villaggi e città quali sedi di mercati; la crescita delle zone urbane gradualmente permise l'affermazione di un nuovo ceto sociale, quello "borghese" dedito alle attività manifatturiere e commerciali e intermedio tra la massa dei contadini e gli aristocratici o ecclesiastici. Inoltre, soprattutto in Francia, il sistema feudale frammentava il potere creando una classe di "signori della guerra". Tutte queste entità presto innescarono una notevole domanda di nuovi edifici, soprattutto religiosi. A ciò va aggiunta l'attività delle abbazie riformate (come Cluny nell'XI secolo e Citeaux nel XII secolo), il sistema di pievi nelle campagne, la diffusione dei pellegrinaggi con la conseguente necessità di grandi chiese, ospedali e alloggi per i pellegrini.

## Caratteristiche del romanico
Il romanico presenta due aspetti apparentemente antitetici: da una parte non è il prodotto di una sola nazione o di una sola regione ma è nato e si è diffuso quasi contemporaneamente in Italia, Spagna, Germania, Francia, Inghilterra e durante il suo sviluppo ha presentato scambi e influenze non sempre facili da interpretare e riconoscere in tutta l'area dell'Europa centro-occidentale, finendo per costituire una cultura architettonica storica identitaria. D'altra parte, ogni regione presenta forme, schemi costruttivi, materiali diversi tra di loro. Questa natura articolata è probabilmente un perfetto ritratto storico e geografico dell'Europa medievale che univa elementi "universali" ad altri di derivazione locale con caratteri propri. Questo comporta una certa varietà tipologica e, al tempo stesso, alcune invarianti nelle caratteristiche che possiamo attribuire all'architettura romanica.

### Architetture religiose

#### Interni

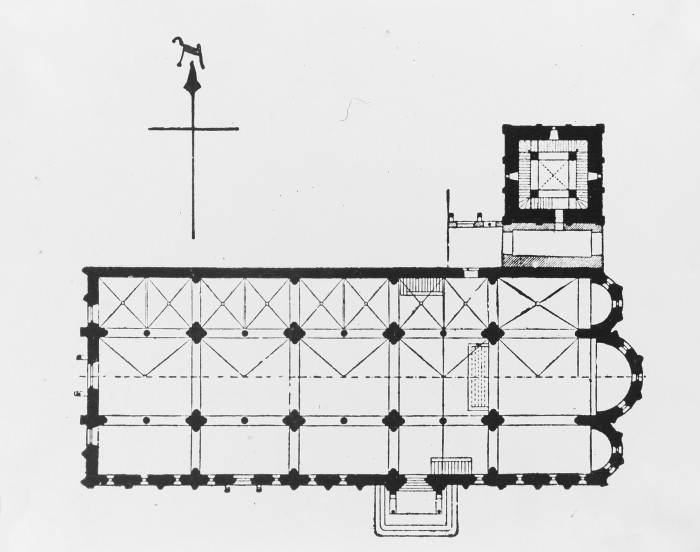
Pianta della cattedrale di Modena (Italia)

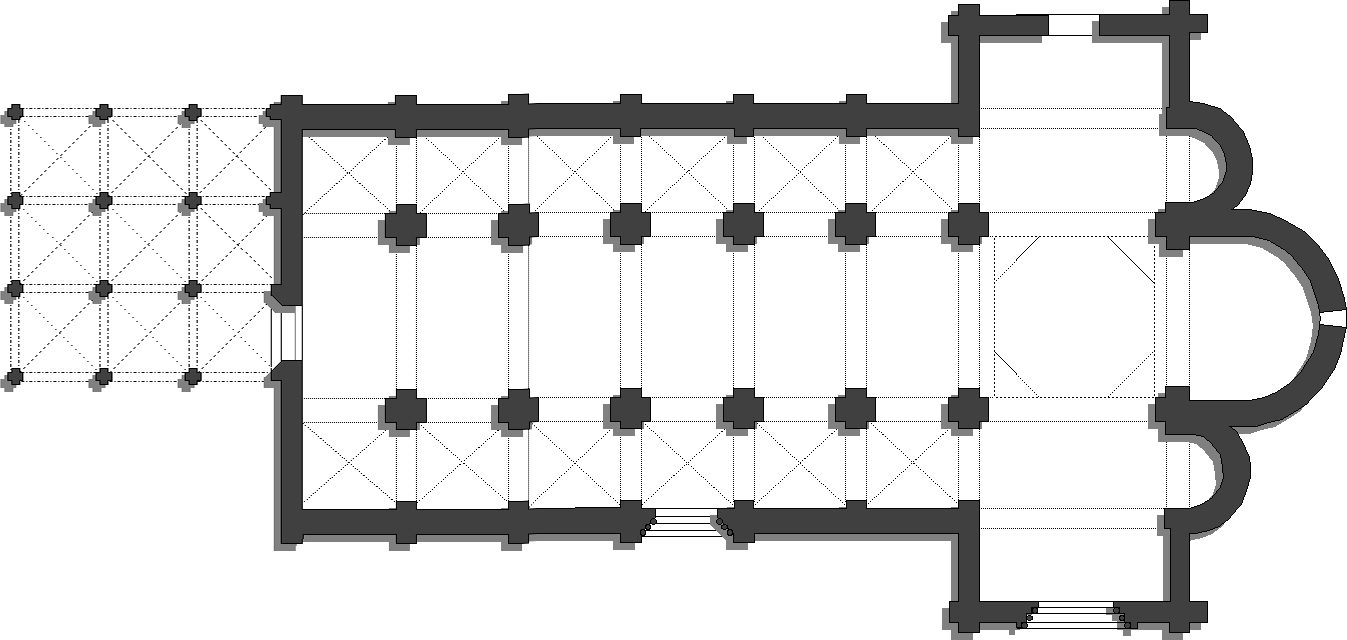
Pianta della Basilica di Sant'Isidoro di León, (Spagna)

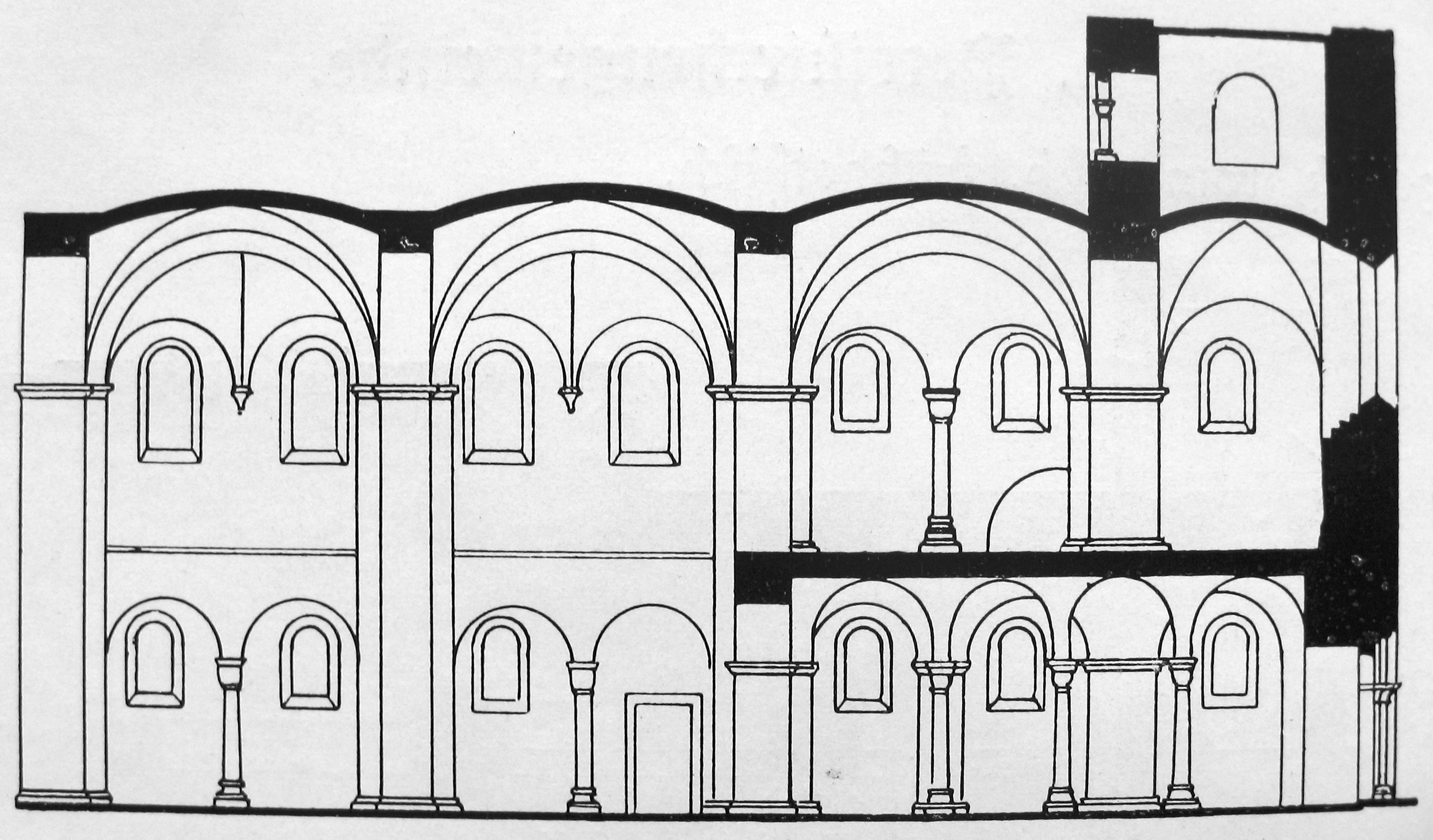
Sezione longitudinale della navata centrale della chiesa di San Pietro a Soest (Germania)

Pur tenendo conto delle diversità regionali, possiamo trovare nello stile romanico alcuni elementi caratterizzanti, soprattutto per quel che riguarda gli edifici religiosi che sono la sua massima manifestazione.
Per tutto il periodo romanico si rileva l'uso predominante dell'arco a tutto sesto che distingue il romanico dal successivo periodo dell'architettura gotica, anche se l'arco acuto compare in epoca romana, forse su influsso islamico, per esempio nella Cattedrale di Autun o nel Duomo di Monreale.
La suddivisione interna si mostra piuttosto articolata, divisa in campate: spesso l'area di una campata della navata centrale (a base quadrata) corrisponde all'area di due campate nelle navate laterali. Le murature vengono realizzate molto spesse e robuste e con aperture relativamente piccole. Il trattamento della superficie delle pareti è resa in maniera plastica, sia all'interno, sia l'esterno, con elementi sporgenti e rientranti (come lesene, semicolonne, archi ciechi) che oltre a contrastare le spinte delle arcate, creano giochi di chiaroscuro.
Anche la parete della navata è generalmente articolata con elementi plastici e aperture sopra le arcate ed è molto spesso organizzata su vari livelli (matroneo, triforio, claristorio), l'evoluzione dei quali sarà uno degli elementi di sviluppo verso il gotico.
Vengono notevolmente utilizzati non solo colonne (spesso monolitiche) come nelle chiese paleocristiane, ma anche pilastri (a volte alternati a colonne). Nel romanico maturo si fa uso di pilastri compositi, come i pilastri cruciformi con semicolonne addossate.
Le colonne, tranne casi di spoglio, presentano capitelli scolpiti con forme vegetali o fantastiche, ovvero geometrizzanti, ma comunque originali e generalmente distanti rispetto ai modelli dell'architettura romana o paleocristiana.
Il materiale utilizzato per le murature è in genere (soprattutto per gli edifici di una qualche importanza) pietra da taglio, ridotta in conci regolari che all'interno non venivano quasi mai lasciati a vista, bensì intonacati e affrescati. Non mancano comunque edifici in mattoni in aree mancanti di materiali lapidei (per esempio i Paesi Bassi, la Pianura Padana o il Valdarno inferiore).
La copertura è prevalentemente a volta, anche se non mancano coperture a capriata, sia a nord (Normandia) sia a sud (Italia) e neppure serie di cupole come in Francia occidentale (Cattedrale di Angoulême) e in Italia (Palermo, Venezia, Puglia, Marche).
Le volte della navata sono spesso a botte, soprattutto in Francia, ma più spesso con volta a crociera, con una versione a sesto acuto in Borgogna e Poitou. Si diffonde la volta a costoloni dalla Lombardia e da Durham (Inghilterra); In Normandia (Lessay), esordisce la crociera ogivale costolonata ripresa in Sicilia, nelle coperture absidali delle cattedrali di Cefalù e di Monreale.  Nasce in questo periodo anche la volta reticolare in Germania.
Nelle chiese di pellegrinaggio si iniziano a usare strutture che sottolineano l'innesto delle navate con il transetto, come torri e cupole. Ulteriore innovazione di questo periodo architettonico sono l'abside con coro, collegata molto spesso al deambulatorio, su cui si affacciano delle cappelle radiali.
Infine si possono notare anche l'utilizzo comune di finestre e altre aperture di dimensioni abbastanza ridotte e di conseguenza una luminosità interna piuttosto rarefatta di cui si è esaltata la spiritualità; da notare come il passaggio dal romanico al gotico avvenne come ricerca di una sempre maggior luminosità e progressivo allargamento delle aperture esterne in seguito alla mutata sensibilità. Abbastanza frequente la presenza di una cripta e di un presbiterio rialzato, che rendono la chiesa strutturata su tre livelli (considerando la navata).
In definitiva l'interno delle chiese di epoca romanica non è più intelligibile con un singolo sguardo, ma si rivela in molte più fasi, con una frammentazione dell'unità dell'edificio in innumerevoli sotto-elementi, dotati ciascuno di una certa autonomia formale. A causa di questo atteggiamento descrittivo, che permetteva la simultanea presenza di elementi decorativi di diversa provenienza e gusto stilistico, molto spesso si ricorreva a materiali di spoglio.

#### Esterni
Gli elementi esterni più frequenti sono:

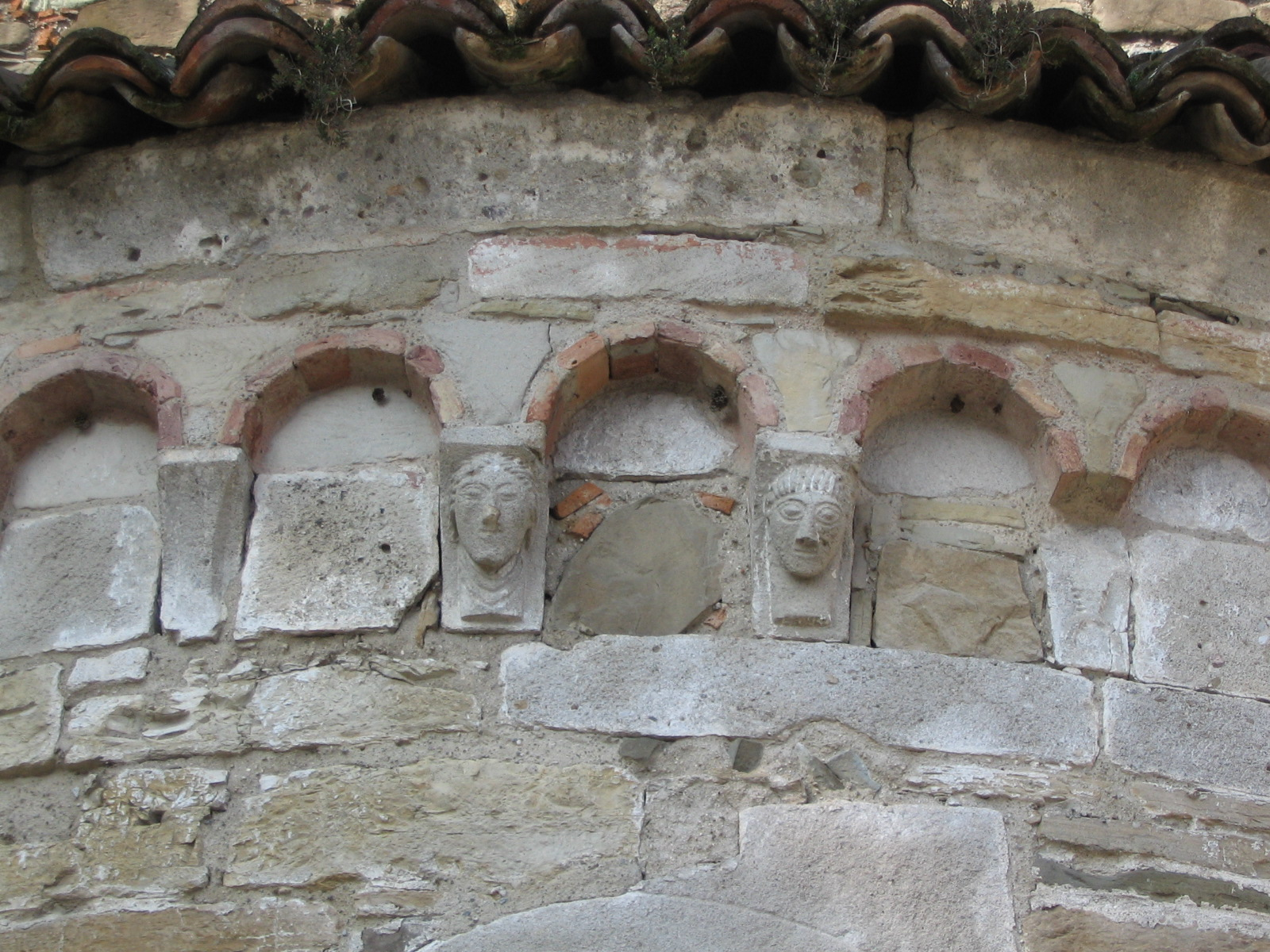
archetti pensili su peducci con metope

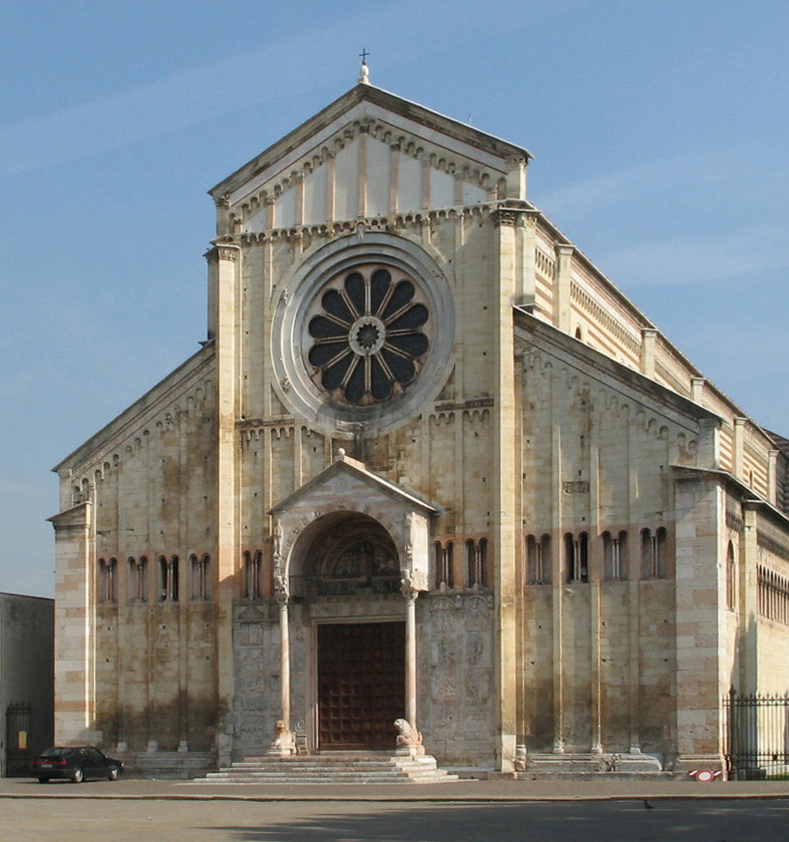
facciata con arcate cieche, lesene, protiro, leoni stilofori, rosone (Basilica di San Zeno, Verona)

- murature esterne spesso trattate plasticamente, mediante arcate cieche, lesene e nicchie; frequente è anche l'uso del tipico motivo decorativo degli archetti pensili: questo elemento fortemente caratterizzante ebbe una lunga elaborazione in diverse regioni europee, dalla Mosa alla Borgogna e dalla Lombardia alla Catalogna;[5]
- integrazione della struttura muraria con elementi scultorei di vario tipo presenti sotto forma di bassorilievi, portali, elementi stilofori, lunette, metope, ecc.;
- facciata spesso articolata con un nartece, un portico, un protiro, o comunque un portale plasticamente definito; spesso, soprattutto in Italia, vi è anche un rosone;
- frequente presenza, all'incrocio del transetto con la navata,di una torre  (soprattutto in Francia) o di una cupola;
- presenza di due torri affiancate alla facciata (non sempre simmetriche) derivata dal Westwerk (in aree di influenza germanica, in Normandia e di conseguenza nell'Italia meridionale);
- presenza di un campanile isolato (in Italia) o annesso alle absidi (in Spagna).
- fasce bicrome, soprattutto nel romanico pisano e sue derivazioni;
- presenza di tarsie marmoree nel romanico toscano a Firenze.

L'estrema duttilità con cui i costruttori romanici interpretavano liberamente i modelli degli edifici principali permise anche l'innesto di motivi più disparati, compresi elementi bizantini e islamici (si pensi per esempio all'architettura siciliana o veneziana dell'epoca).
L'unità del linguaggio romanico, la concezione unitaria dell'edificio è di natura dinamica, inventiva e sperimentale. Ne deriva una costruzione religiosa strutturalmente possente, una "fortezza della fede".

### La questione delle volte a crociera

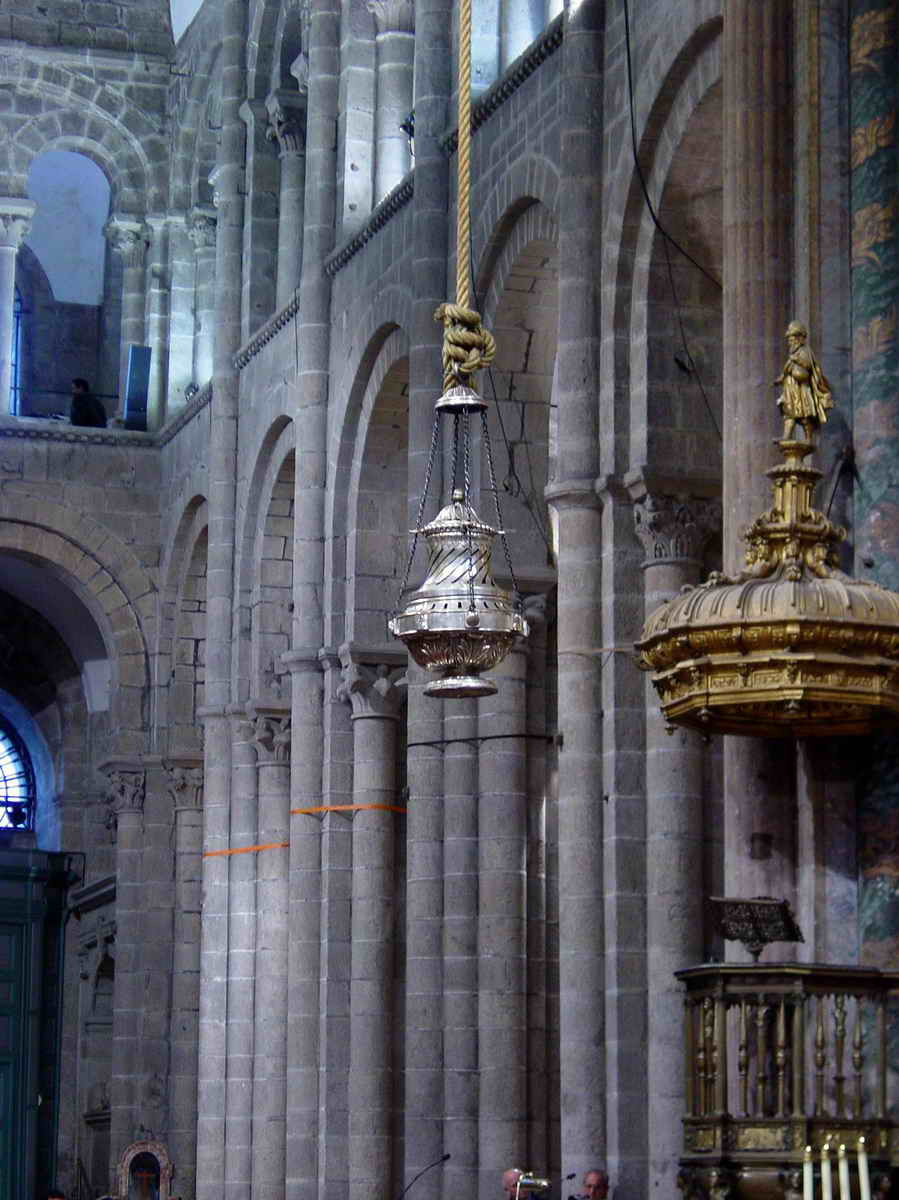
Interno della Cattedrale di Santiago di Compostela

Nel XIX secolo, secondo un'impronta culturale positivista, si volle riconoscere quale elemento qualificante dell'architettura romanica l'uso delle coperture a volta, in particolare delle volte a crociera; una semplificazione un po' forzata nel voler vedere un'evoluzione lineare tra arte altomedievale e arte gotica, che non corrisponde pienamente alla realtà secondo l'evoluzione della storiografia. Se da un lato, infatti, edifici importanti dell'architettura romanica quali il Duomo di Modena o San Miniato al Monte di Firenze o la chiesa abbaziale di Saint-Étienne a Caen furono inizialmente coperti con capriate, solo in seguito sostituite da volte, dall'altro lato l'uso delle volte a crociera era già presente nell'architettura paleocristiana e comunque in edifici prima del Mille, seppure in singole parti dell'organismo edilizio come le cripte e come il nartece di San Marco a Venezia. Altri esempi si trovano in alcune chiese bizantine dell'Italia meridionale, nelle pievi dell'area tra Forlì e Ravenna e fin dall'inizio dell'XI secolo in area germanica e lombarda, come nella chiesa di Santa Maria Maggiore a Lomello (navate laterali) o la basilica di San Michele a Pavia.
Le volte a crociera furono comunque uno dei fattori che permisero la realizzazione dei grandiosi edifici romanici. Formate dall'incrocio di due archi diagonali, avevano l'indiscutibile vantaggio rispetto alle volte a botte di convogliare il peso anziché lungo tutta la linea d'imposta, solo sui quattro sostegni d'angolo, semplificando la necessità di approntare controspinte (quattro punti erano infatti più controllabili di due linee continue) e permettendo di alleggerire lo sforzo sulle pareti, che possono quindi essere più slanciate in altezza o anche traforate da varie aperture, aprendo, nella prospettiva temporale, l'evoluzione verso il gotico.

### Funzioni della chiesa romanica

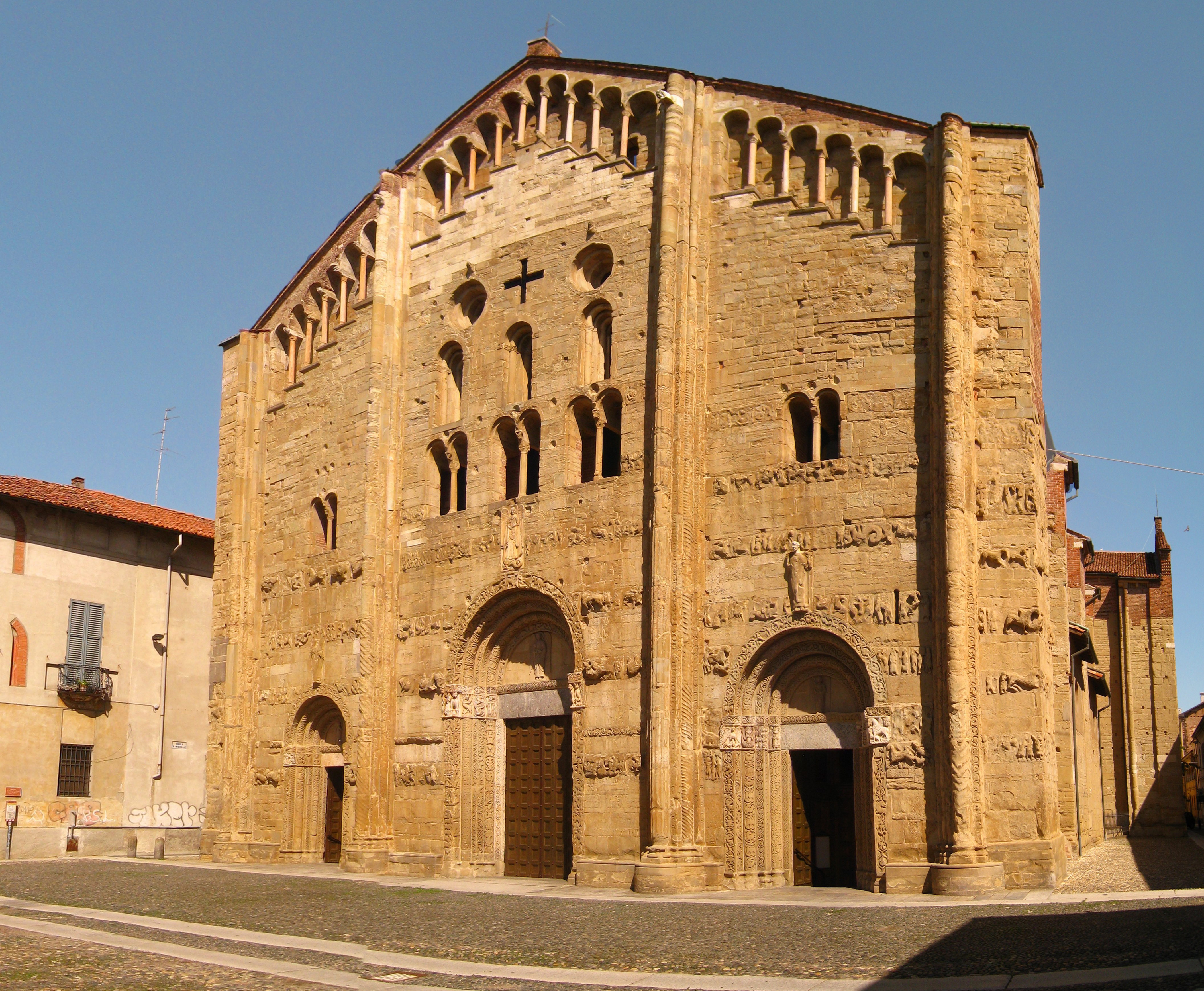
La basilica di San Michele Maggiore a Pavia

La cattedrale romanica, oltre che luogo di culto, è anche "basilica" nel senso romano, luogo dove si svolgono le adunanze della comunità cittadina, dove talvolta si trattano gli affari (vi si conservavano anche le unità di peso e misura utilizzate). Varie cattedrali sono fortificate e così diventano luoghi di rifugio, protetti dal vescovo, in caso di invasioni o saccheggi. La cattedrale è inoltre monumento civico per eccellenza poiché vi si raccolgono le memorie storiche di imprese gloriose, le spoglie dei cittadini illustri. Ed è anche la grande ricchezza comune, perché nelle sue navate e sugli altari, nei suoi "tesori" conserva quello che di più prezioso produce l'artigianato cittadino e i mercanti portano da paesi lontani. Dato che nella cattedrale la comunità manifesta tutte le proprie capacità, nelle figurazioni ornamentali vi sono, accanto ai temi sacri, motivi allegorici e simbolici, memorie classiche deformate dalla tradizione leggendaria, favole, proverbi.
L'interno si sviluppa in profondità (con la cripta), in altezza (con il presbiterio che sovrasta la cripta) e in lunghezza (la navata). La pianta generalmente cruciforme, a tre e raramente a cinque navate, con transetto e abside, crea uno spazio raccolto e chiuso: un invito simbolico alla preghiera, al dialogo intimo con Dio. L'illuminazione è scarsa e forte è il contrasto tra luce e ombra. Tutto questo evocava la lotta fra le tenebre e la luce della grazia soprannaturale.

## Sviluppo territoriale del romanico
Il romanico fu un fenomeno che interessò ampie regioni europee e ogni zona si distingue dalle altre per alcune varianti. Dopotutto riflessi regionali erano inevitabili in un territorio così ampio e con forme di governo così diverse: in area germanica era ancora forte l'autorità degli Imperatori, quindi è naturale la continuità artistica col mondo carolingio e ottoniano, mentre in Italia il precoce sviluppo dei Comuni portò a un panorama più dinamico e differenziato. In Italia il monumento simbolo è la cattedrale, in Francia è invece l'abbazia; in Spagna le grandi abbazie cooperavano con i signori locali nella creazione di santuari e luoghi di culto per i pellegrinaggi; in Italia meridionale le vicende storiche favorivano l'influenza di elementi arabi e bizantini; in Normandia infine si ebbe una classe di signori che, col pieno appoggio di abati e vescovi, iniziarono una serie di cantieri grandiosi come legittimazione del loro potere, cosa che venne ripetuta dopo la conquista dell'Inghilterra.

### Cronologia

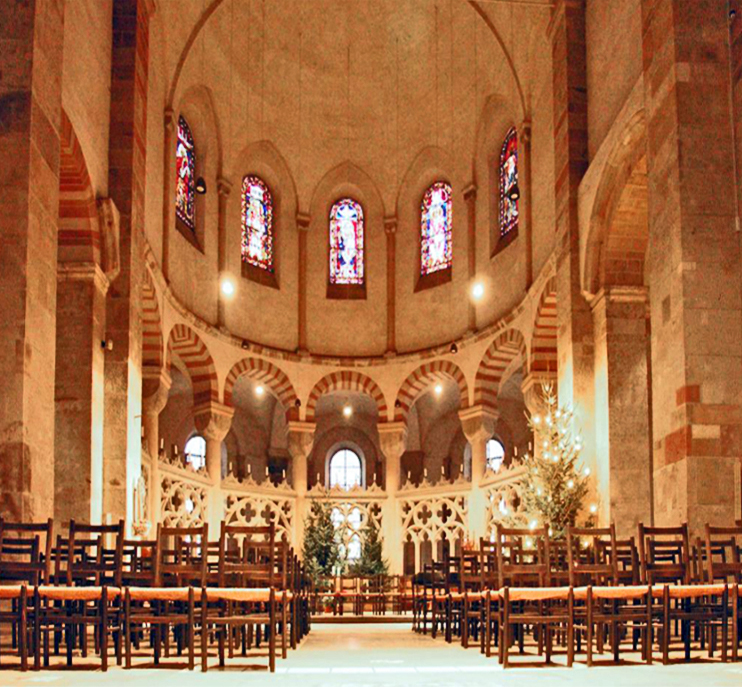
Interno della chiesa di Santa Maria in Campidoglio a Colonia

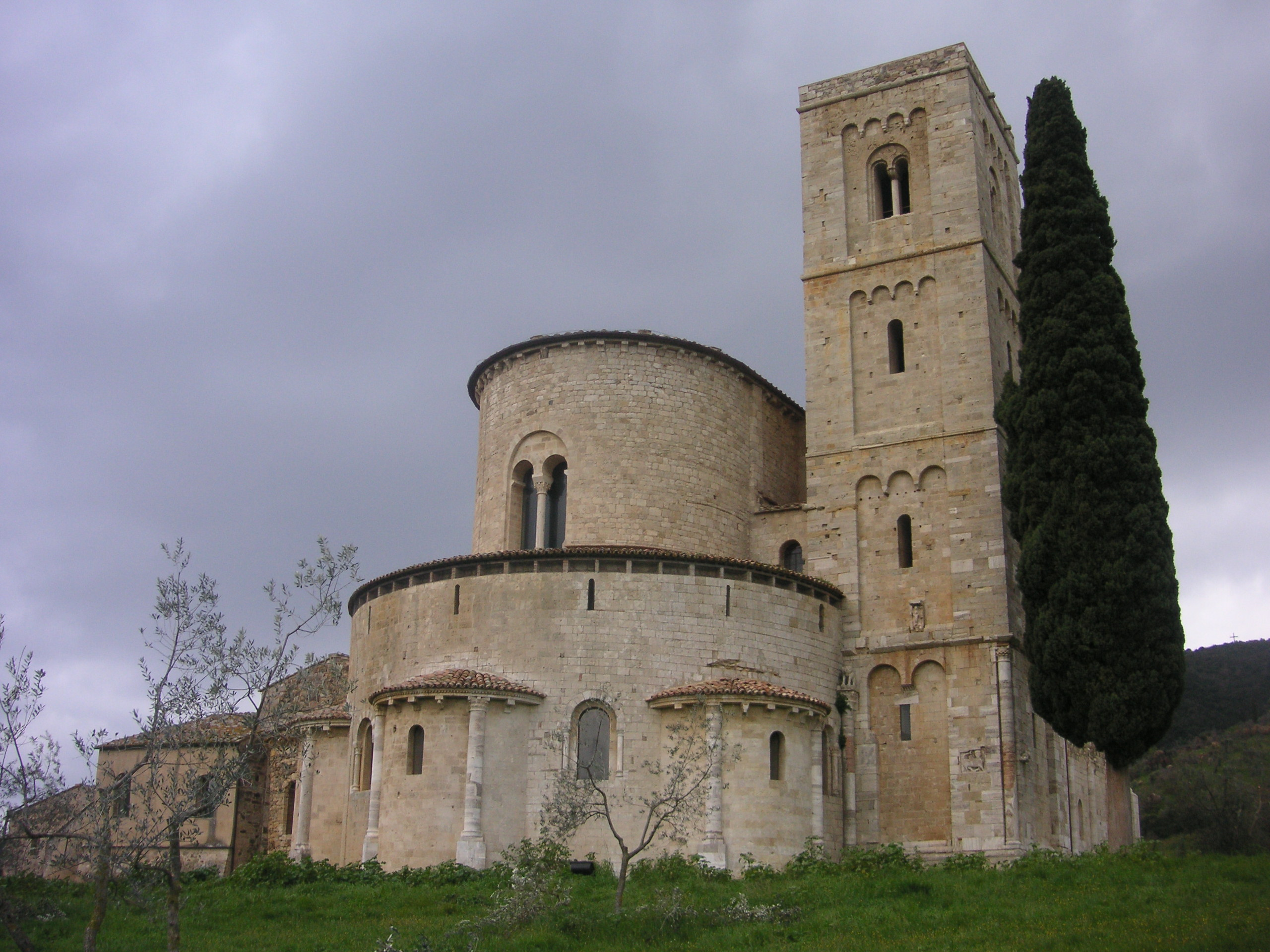
Abbazia di Sant'Antimo, Toscana: abside con deambulatorio e cappelle radiali

Può essere utile tracciare un elenco cronologico dei principali monumenti eretti in Europa tra l'XI secolo e la prima metà del XII:
- 1018, fondazione della basilica di San Miniato a Monte a Firenze;
- 1041, ricostruzione della chiesa abbaziale di Sainte-Foy a Conques;
- 1047, Abbazia di Moissac nella Regione dell'Occitania;
- 1059, consacrazione del primo battistero di Firenze;
- 1061, prima cattedrale di Spira;
- 1063, fondazione della Primaziale di Pisa;
- 1065, rifondazione della chiesa di Santa Maria in Campidoglio a Colonia;
- 1067, abbazia di Jumièges;
- 1070-1080:
  - basilica di San Marco a Venezia;
  - basilica di Sant'Abbondio a Como;
  - chiesa di Saint-Étienne a Nevers;
  - chiesa di Saint-Étienne a Caen;
  - chiesa de La Trinité a Caen;
- 1075, inizio della ricostruzione della cattedrale di Santiago di Compostela;
- 1080, ricostruzione della cattedrale di Spira;
- 1080-1090:
  - cattedrali inglesi di Saint Albans, Winchester, Ely;
  - basilica di San Nicola a Bari;
  - 1088, costruzione di Cluny III;
  - 1088, rifacimento della Basilica di Sant'Ambrogio a Milano;
- 1090-1100:
  - fondazione della cattedrale di Durham;
  - chiesa abbaziale di Santa Maria Laach;
  - chiesa di San Michele a Pavia;
- 1096, consacrazione della basilica di Saint-Sernin a Tolosa;
- 1099, inizio della costruzione del duomo di Modena;

### Germania

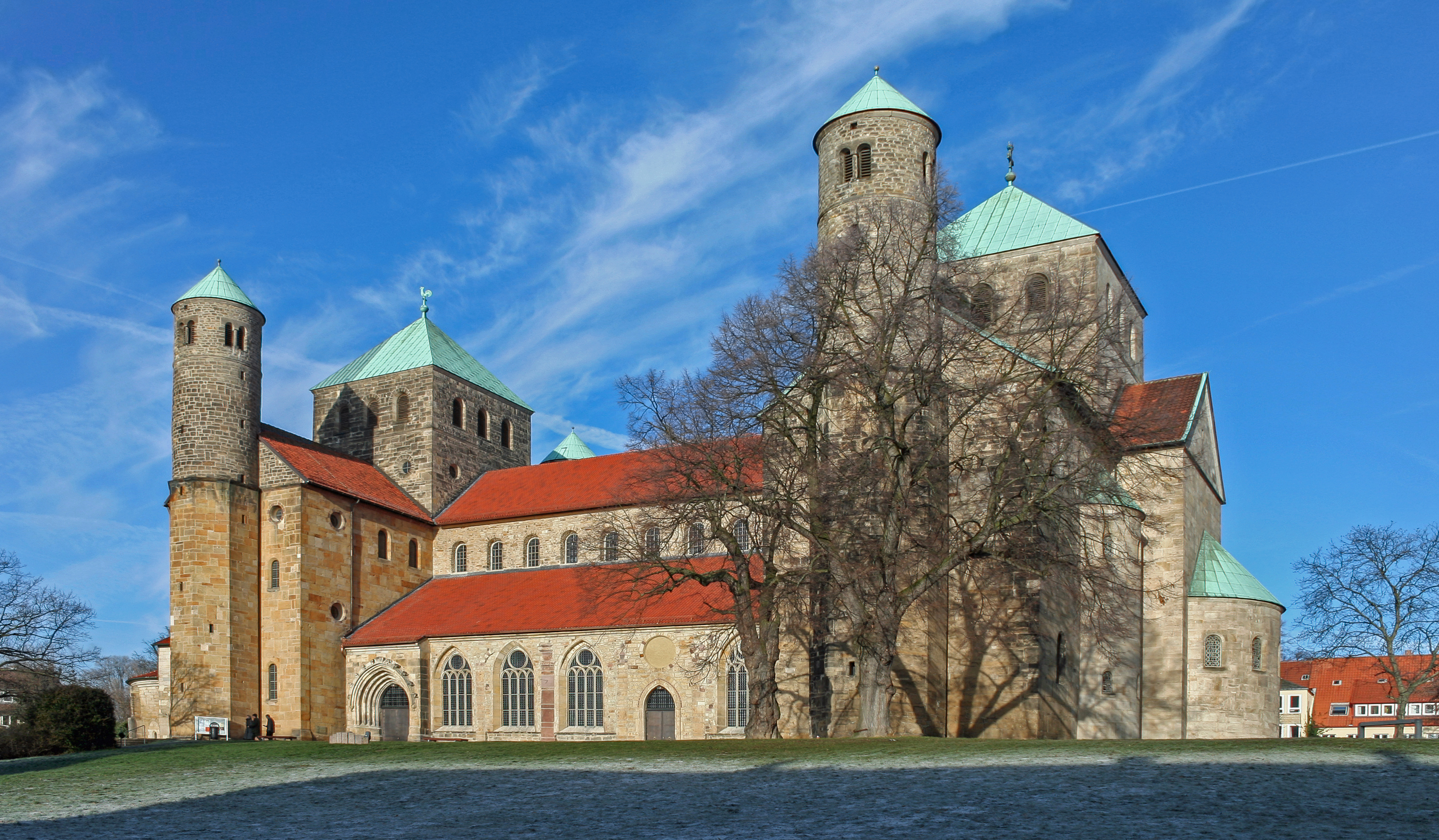
San Michele a Hildesheim

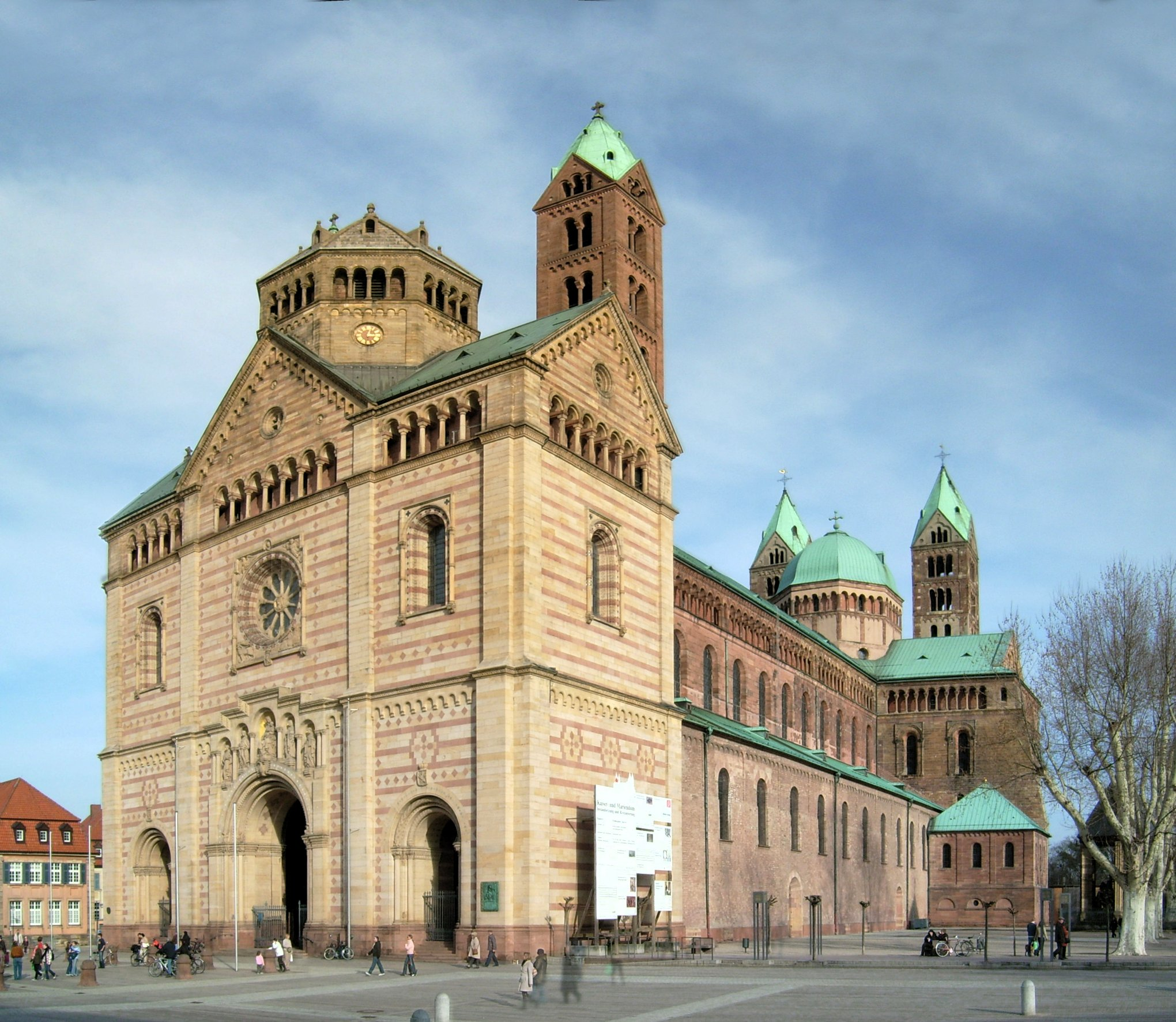
La "nuova" Cattedrale di Spira

La Chiesa abbaziale di Santa Maria Laach

La Germania fu il paese dove l'arte romanica si sovrappose maggiormente con l'arte ottoniana, preromanica, originaria di questa zona.
Dalla chiesa abbaziale di St-Riquier a Centula (nei pressi dell'odierna Abbeville, nel Nord della Francia) derivarono numerose architetture tedesche databili a partire dall'ultimo scorcio del X secolo: a questo filone appartiene ad esempio la chiesa di San Pantaleone a Colonia caratterizzata da un severo Westwerk (980).
Il tema del Westwerk venne successivamente ripreso nella chiesa di San Michele a Hildesheim, cominciata immediatamente dopo l'anno mille: l'edificio è costituito in pianta da uno schema geometrico regolare, con un corpo centrale a tre navate sul quale si innestano due transetti, due cori e due absidi. Particolarità della navata di Hildesheim, comunque ancora con copertura lignea, sono i sostegni alternati che sorreggono una teoria di archi a tutto sesto: questo schema, che prevede una successione di pilastri e colonne, ebbe una notevole diffusione nell'Europa centrale.
Un punto di svolta venne segnato con la ricostruzione della Cattedrale di Spira (Spira II), riedificata nel 1080, appena venti anni dopo la conclusione della prima cattedrale (Spira I). Nel nuovo edificio venne ripresa la grandiosa pianta della chiesa precedente, con una navata altrettanto ampia e alta, ma questa volta venne coperta da volte a crociera in luogo di una copertura lignea. Inoltre venne ripreso nella navata il motivo decorativo delle semicolonne altissime addossate prima ai pilastri e poi proseguenti sulla parete fino quasi al soffitto. In Spira II questo effetto plastico venne potenziato, arrivando a creare tre livelli sovrapposti di pilastri e semicolonne, sopra a ciascuno dei quali corrispondeva lo sviluppo di un elemento portato: le volte, gli archi di accesso alle navate laterali, gli archetti ciechi attorno alle finestre. All'esterno venne realizzata una galleria che gira attorno alla cattedrale ad altezza dei matronei, caratterizzata da arcatelle su colonnine: servì per fondere alcune delle parti più antiche dell'edificio e venne ripresa in molte costruzioni della regione, per il bell'effetto chiaroscurale più che per una reale utilità pratica.
Un altro caposaldo dell'architettura di questo periodo è la chiesa abbaziale di Santa Maria Laach in Renania, iniziata nel 1093 e terminata nel XIII secolo. Nonostante il lunghissimo arco di tempo della costruzione, l'aspetto dell'edificio si presenta unitario e caratterizzato da un complesso accostamento di volumi differenti. La parte centrale è racchiusa dalla zona monumentale del transetto e dal Westwerk, entrambi affiancati da due torri (da un lato a base quadrata, dall'altro rotonda); inoltre all'incrocio del transetto con la navata si erge un corpo ottagonale, mentre il Westwerk è dominato da una robusta torre centrale a volumi sovrapposti, culminante con un tetto a spioventi, che segna il punto più alto della basilica. Le pareti esterne sono movimentale da lesene in pietra più scura e archetti pensili.
Importante per l'affermazione dello stile romanico fu la cosiddetta scuola di Colonia. Prima dello scoppio della seconda guerra mondiale a Colonia si trovavano infatti numerose chiese romaniche caratterizzate da una terminazione triconica; è il caso ad esempio della chiesa di Santa Maria in Campidoglio, delimitata sul fronte est da tre absidi disposte ortogonalmente tra loro.

### Francia

#### Borgogna

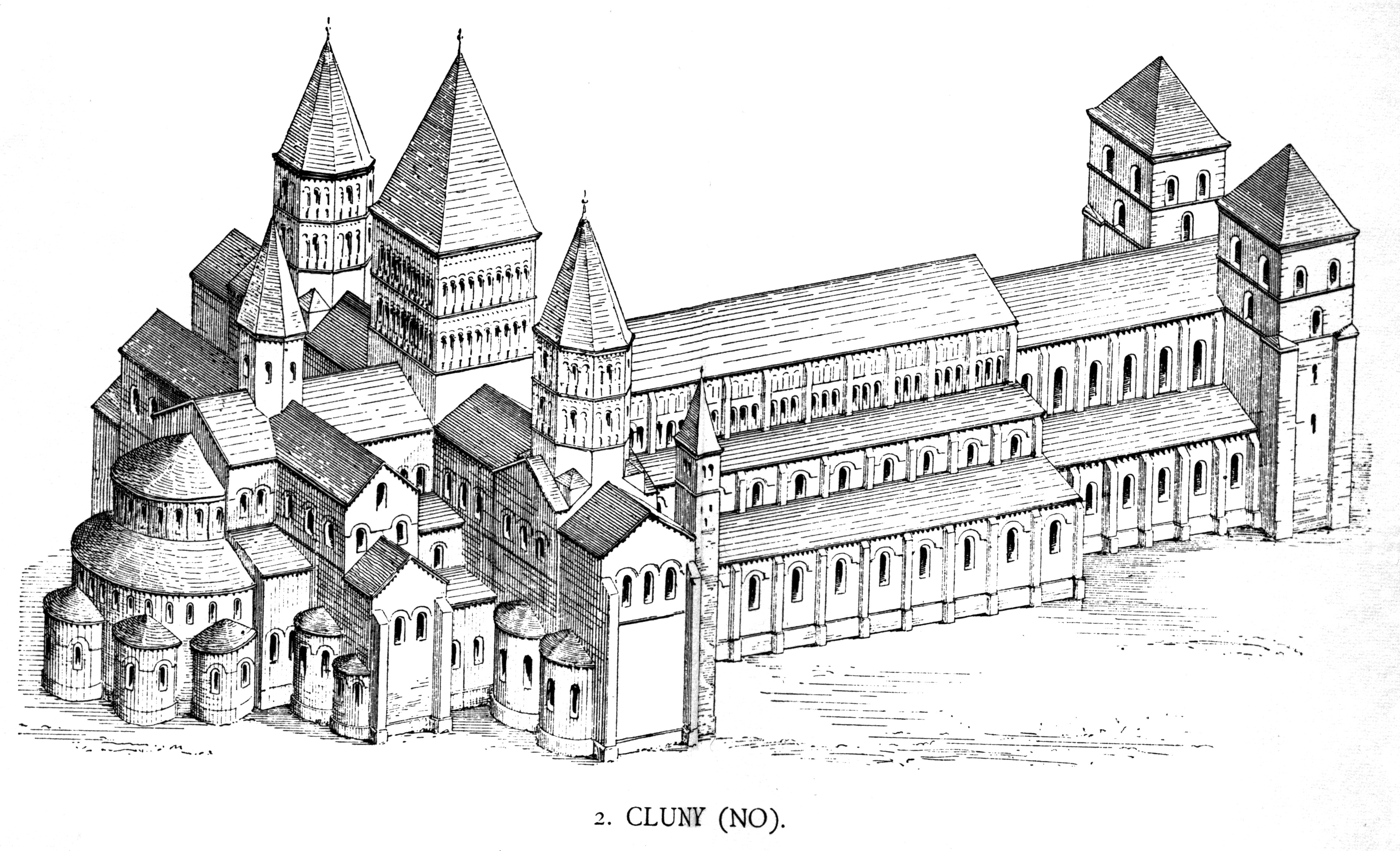
Ricostruzione di Cluny III

In Borgogna si trovava la potente abbazia di Cluny, per la quale, tra il 948 e il 981 fu ricostruita la chiesa (Cluny II), in sostituzione di quella originaria. Cluny II, oggi conosciuta solo tramite scavi archeologici, mostrava un ampio presbiterio e un coro tripartito con deambulatorio, diventando un modello abbastanza diffuso.
Fu però con la terza chiesa abbaziale (Cluny III), venne fondata nel 1088 che l'abbazia divenne un modello culturale in grado di influenzare un ampio ambito culturale. Era la più vasta chiesa della Cristianità grazie alle dimensioni colossali: lunga 187 metri, era dotata di nartece e aveva ben cinque navate, un coro allungato con deambulatorio con cappelle radiali, un doppio transetto e cinque torri. A cavallo fra XVIII e XIX secolo venne assaltata durante la Rivoluzione francese, secolarizzata e - sebbene fosse la più grande abbazia europea - gradualmente demolita. Oggi ne rimangono solo pochi resti della crociera meridionale del transetto est e di una delle torri, che comunque danno un'idea delle sue dimensioni impressionanti.
Molte chiese della regione usarono la basilica di Cluny come modello, ed in particolare le chiese di pellegrinaggio, come per esempio a Paray-le-Monial: vi si ritrovano la struttura delle pareti della navata centrale e del transetto divise secondo tre ordini e la copertura con volte a botte. Interessante è notare come qui le arcate fossero già a sesto acuto (quindi non una prerogativa dello stile gotico) e i pilastri a fascio scanalati. Lungo tutta la chiesa corrono dei cornicioni che danno ritmo alla sequenza degli elementi decorativi.
Gli stessi motivi vennero usati con ancora maggior raffinatezza nella cattedrale di Saint-Lazare ad Autun, dove al posto delle semicolonne incassate nei pilastri si trovano semipilastri (o paraste), forse ripresi da analoghi motivi visibili nell'antica porta romana della città.
Distrutta come Cluny è la chiesa di Saint-Bénigne, una delle grandi basiliche francesi dei pellegrinaggi, fatta costruire poco dopo l'anno mille da Guglielmo da Volpiano, abate proveniente dalla sacra di San Michele. In questa chiesa oltre il transetto era presente una rotonda ispirata alla Cappella Palatina di Aquisgrana, con matronei e torri scalari esterne.
Inoltre in Borgogna ebbe grande impulso la scultura monumentale applicata all'architettura, che divenne uno degli elementi più riconoscibili del romanico.

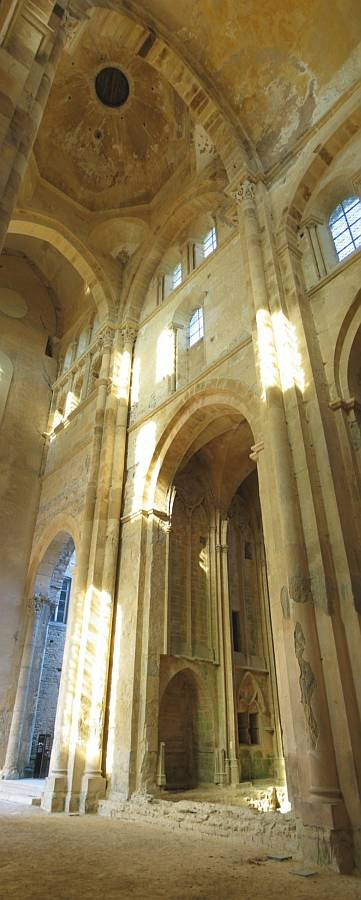
Interno del transetto superstite di Cluny
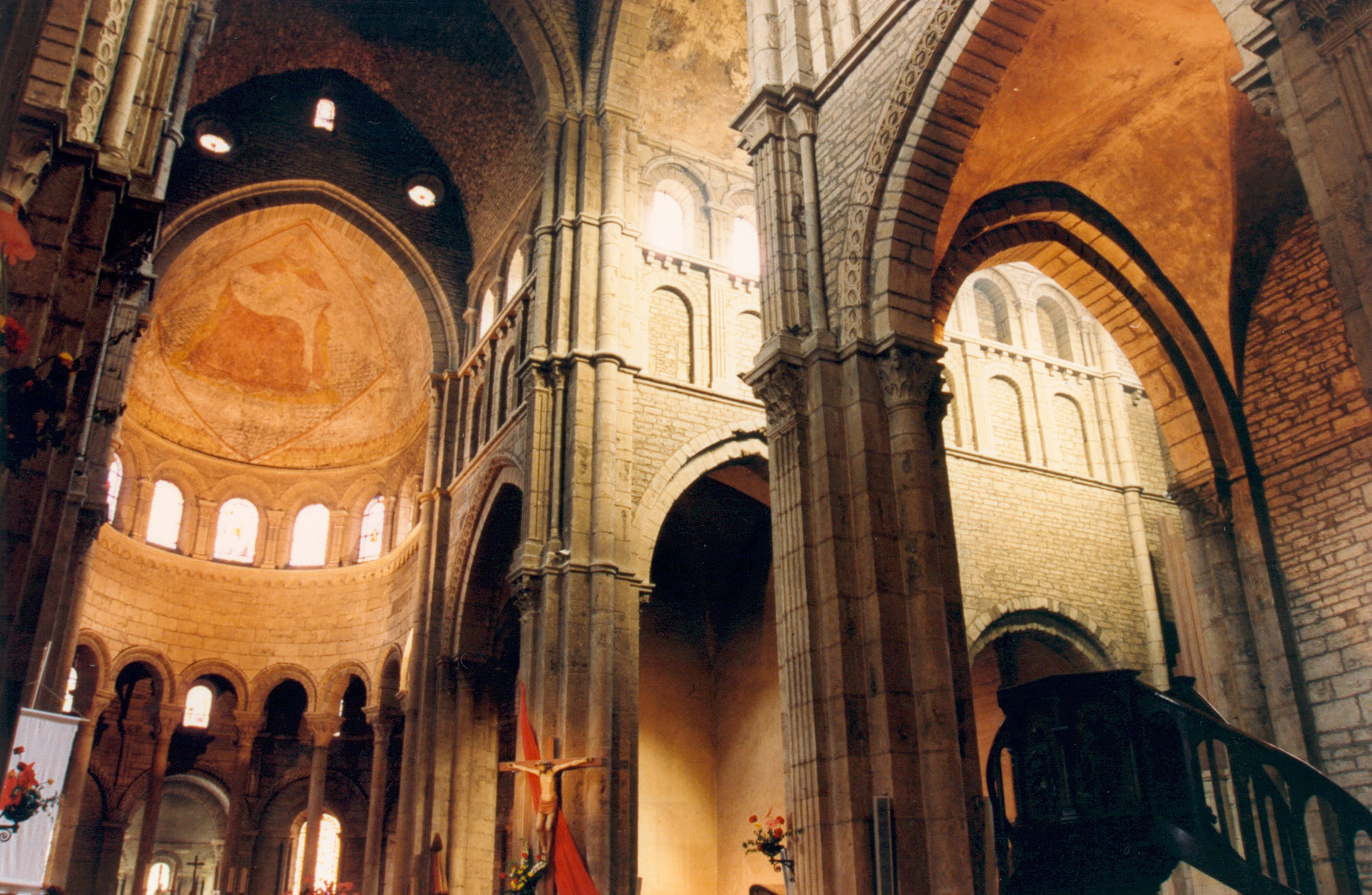
Interno di Paray-le-Monial
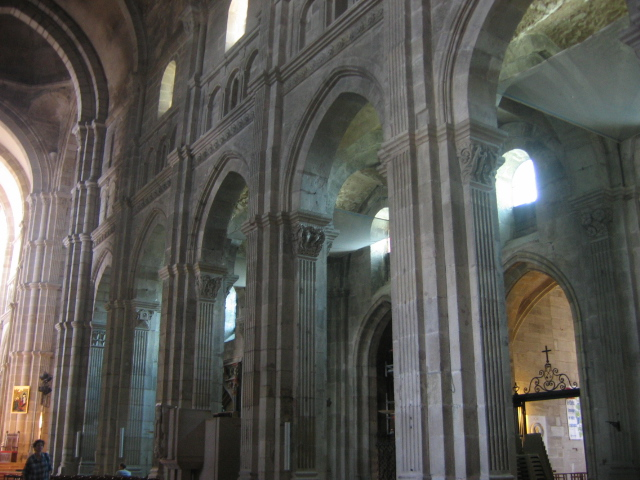
Interno della Cattedrale di Autun

#### Linguadoca e Midi-Pyrénées

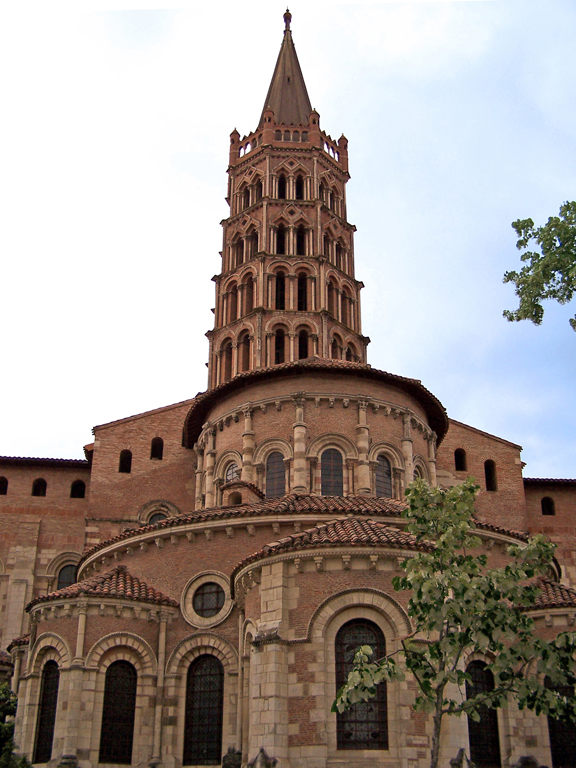
Basilica di Saint-Sernin a Tolosa

Anche la Linguadoca sviluppò precocemente lo stile romanico, sia per la crescita economica e demografica, sia per la disgregazione del potere centrale (che favoriva lo sviluppo di potenti abbazie), sia per l'afflusso di pellegrini che la resero una trafficata regione.
Per esempio a Tolosa venne edificata la basilica di Saint-Sernin, tappa dei pellegrinaggi, iniziata prima del 1080. Nel 1096 ne venne consacrato l'altare maggiore, ma i lavori si interruppero nel 1118, per poi arrivare alla conclusione della chiesa solo nel XIII secolo. La pianta venne prevista maestosamente ampia fin dall'inizio, con cinque navate, tra le quali quella centrale di grandiosa imponenza; l'area presbiteriale presenta un'ampia abside con deambulatorio e cappelle radiali e fu progettata con un'altissima torre all'incrocio del transetto con la navata; la copertura venne approntata con volte a botte. Magnifica fu la produzione scultorea che decorò la chiesa.
Contemporaneamente, nel vicino Midi-Pyrénées, veniva costruita un'altra tappa fondamentale del cammino di Santiago di Compostela, l'abbazia di Moissac, importante soprattutto per il chiostro realizzato verso il 1110. L'ampio spazio quadrangolare è celebre per i settantasei capitelli scolpiti ed è organizzato secondo l'alternanza di colonnine singole e binate. Ai lati dei pilastri d'angolo e centrali vennero inoltre sistemati dodici pannelli a bassorilievo con apostoli a grandezza naturale. Ancora nel cammino di Santiago di Compostela si nota la romanica ex cattedrale di Santa Maria a Oloron-Sainte-Marie, risalente al XII secolo ed eretta per volontà di Gastone IV, visconte di Béarn, sede episcopale dell'allora diocesi di Oloron.

#### Normandia

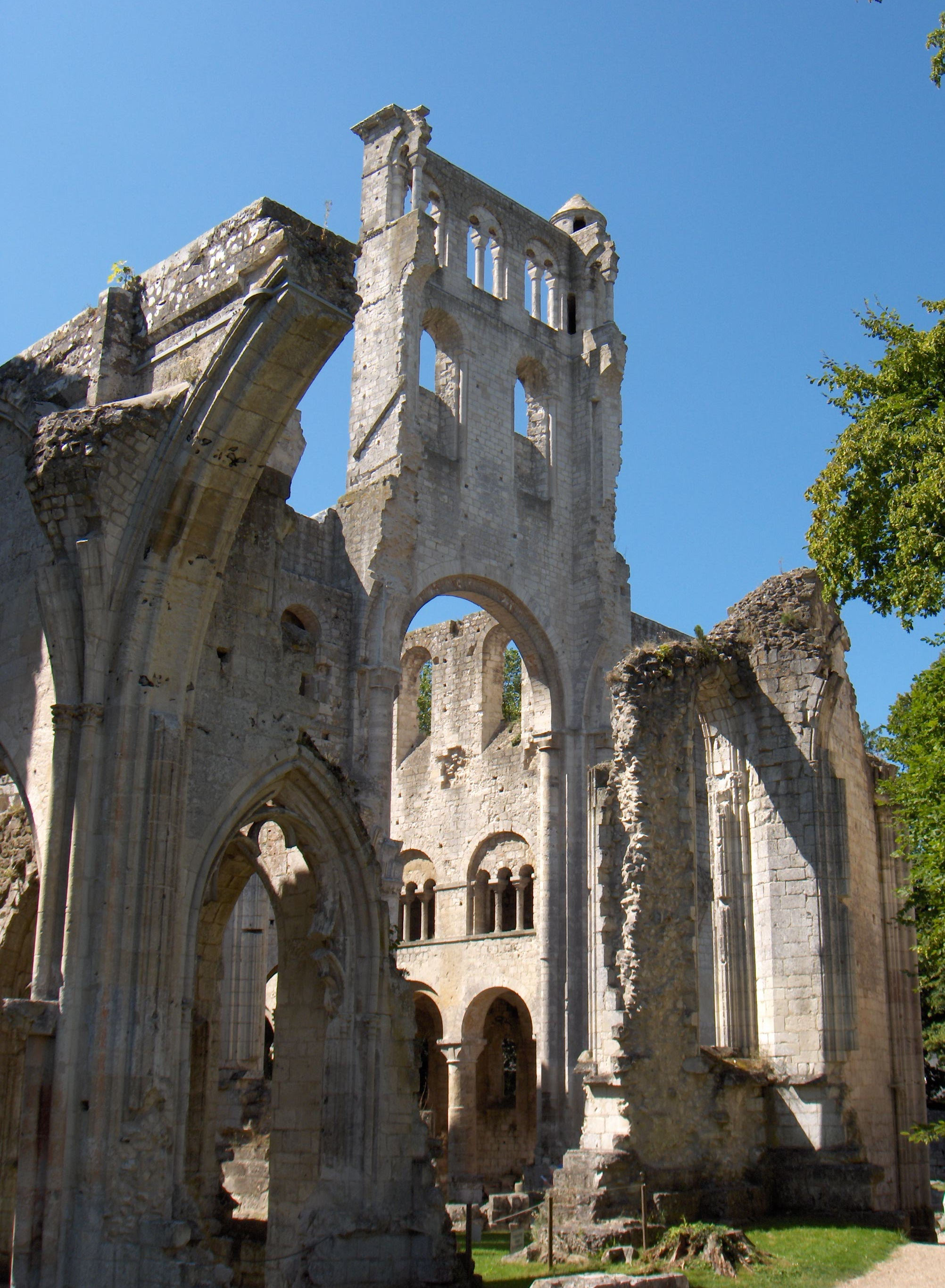
I resti dell'Abbazia di Jumièges

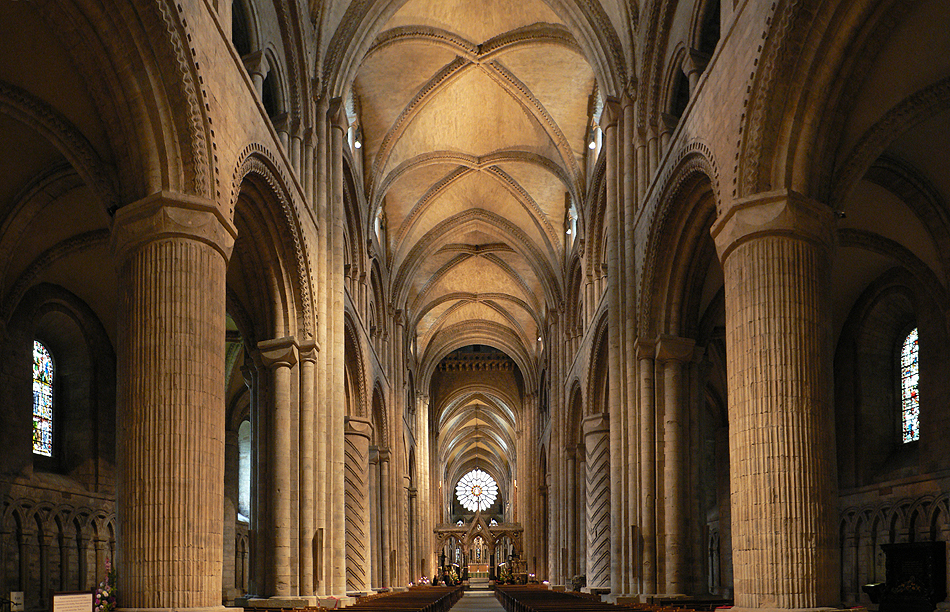
Interno della Cattedrale di Durham

In Normandia già nel 1025 Guglielmo da Volpiano aveva eretto la chiesa abbaziale di Berné, con transetto absidato e volte a crociera nelle navate laterali. Tra gli archi e il cleristorio vennero inserite delle bifore (il triforio), che riproducevano le aperture di un matroneo inesistente.
Guglielmo il Conquistatore aveva già iniziato un programma di importanti opere edilizie in Normandia e dopo la conquista dell'Inghilterra venne intrapreso con risultati simili anche nel nuovo territorio.
La chiesa abbaziale di Notre-Dame a Jumièges, costruita tra il 1040 e il 1067, venne edificata tenendo come esempio Berné e la primitiva abbazia di Mont-Saint-Michel. Presentava già alcune delle caratteristiche base del nuovo stile architettonico, che vennero sviluppate in edifici successivi:
- alta facciata con due torri gemelle ai fianchi, secondo una tipologia derivata dal Westwerk tedesco;
- navata centrale era particolarmente sviluppata in altezza;
- pareti della navata centrale divise in tre ordini: arcate di confine con le più piccole navate laterali, triforio e cleristorio;
- scansione delle stesse pareti interne con altissime semicolonne addossate;
- alternanza di colonne e pilastri con semicolonne addossate;
- presenza di una torre quadrata sull'intersezione tra il transetto e la navata;
- transetto con corridoi ricavati nello spessore muratorio;
- coro con deambulatorio;
- copertura lignea (del secolo successivo è la copertura con volte a crociera).

Prima di partire per la fortunata spedizione alla conquista dell'Inghilterra, Guglielmo il Conquistatore e la moglie Matilde di Fiandra fondarono un'abbazia ciascuno a Caen (una maschile e una femminile), le cui chiese abbaziali sono tra i monumenti più importanti dell'epoca. In particolare la chiesa abbaziale di Saint-Étienne (Abbaye aux hommes), fondata da Guglielmo, presenta molti elementi già usati a Jumièges, ma ulteriormente perfezionati e con un miglior coordinamento: le torri della facciata si elevano sulla prima campata delle navate laterali, ben allineate alla pianta, mentre a Jumièges avevano una collocazione più indipendente; all'interno sono potenziati sia il matroneo (e conseguentemente le arcate del triforio), sia la galleria superiore, con tre semicolonnine ai lati delle aperture dalle quali si dipartono cornici scalari ben ritmate; per questo la parete è più articolata, ma anche più spessa. Anche qui il soffitto era originariamente ligneo e venne sostituito nel corso del XII secolo con una struttura voltata.

#### Inghilterra
Dopo la conquista normanna anche in Inghilterra venne avviato un programma molto articolato per la costruzione di abbazie e cattedrali: Ely (posteriore al 1081), Winchester, Norwich, Peterborough e Durham (1093-1133) erano tutte caratterizzate da una navata centrale snella e molto alta, con effetti decorativi sempre più spettacolari sulle facciate e con le pareti interne sempre più marcatamente movimentate da complessi schemi. A Durham, in particolare, tra il 1093 ed entro l'inizio del XII secolo il coro e la navata centrale erano già coperti con le volte a crociera a costoloni, probabilmente le più antiche d'Europa dopo quelle della cattedrale di Spira e inoltre, per la prima volta, qui vennero sperimentate le volte a crociera a sesto acuto e a sei spicchi, con le quali ogni campata è sostenuta sei sostegni (invece di quattro).
Dall'Inghilterra questa novità tornò in Normandia (infatti nel XII secolo quasi tutte le coperture vennero rifatte con volte a crociera, come nelle due abbazie di Caen, dove fu necessario demolire il triforio) per poi diffondersi nel continente.

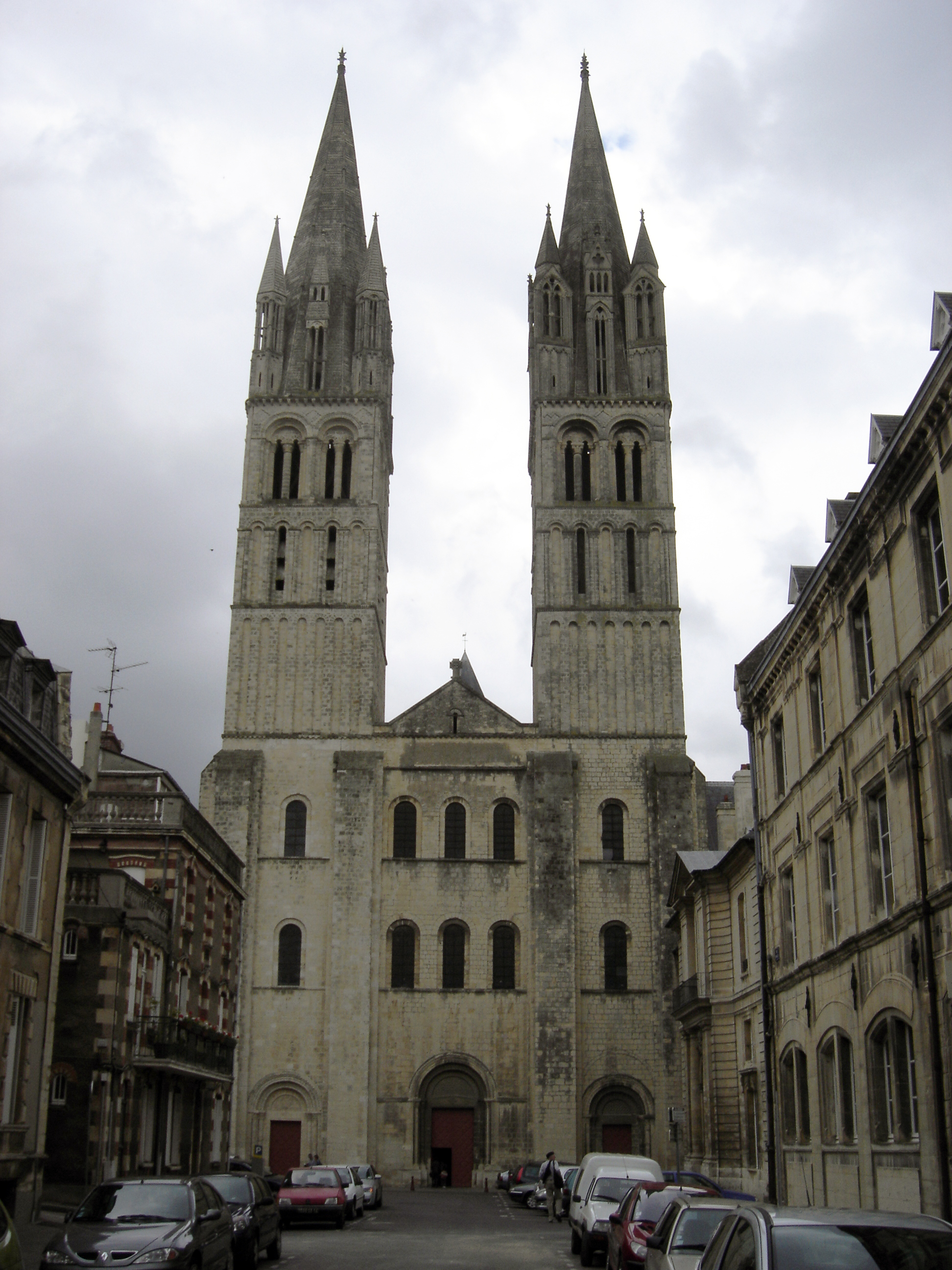
Facciata di Saint-Étienne a Caen
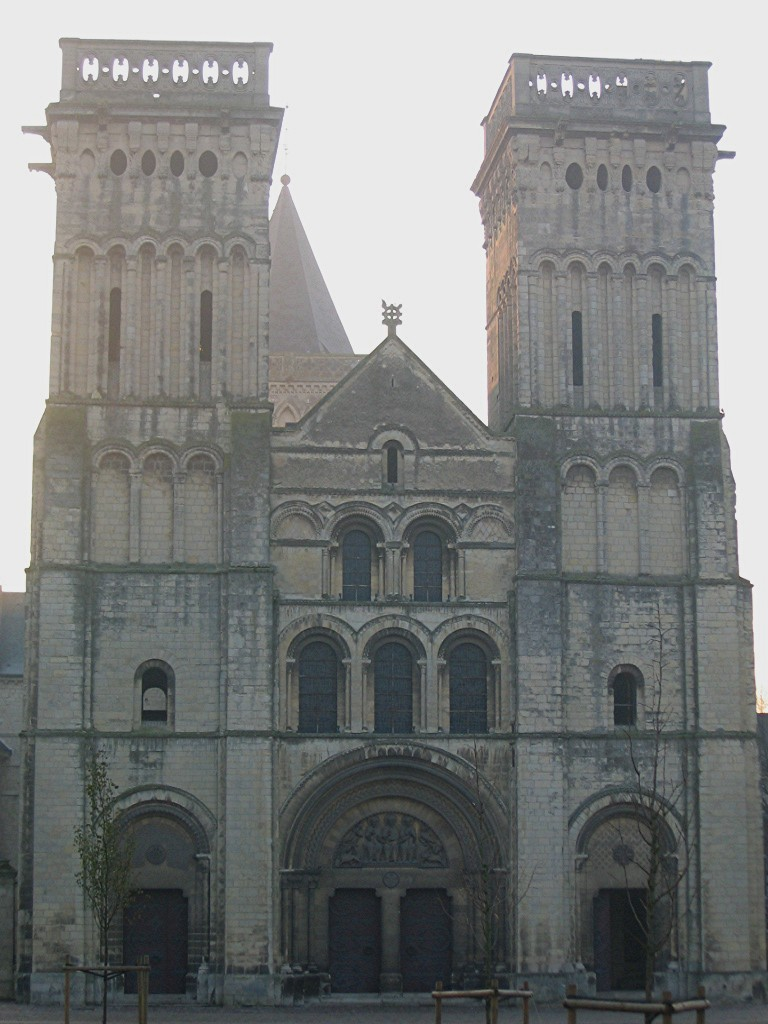
Facciata dell'Abbaye aux dames (chiesa de La Trinité), Caen
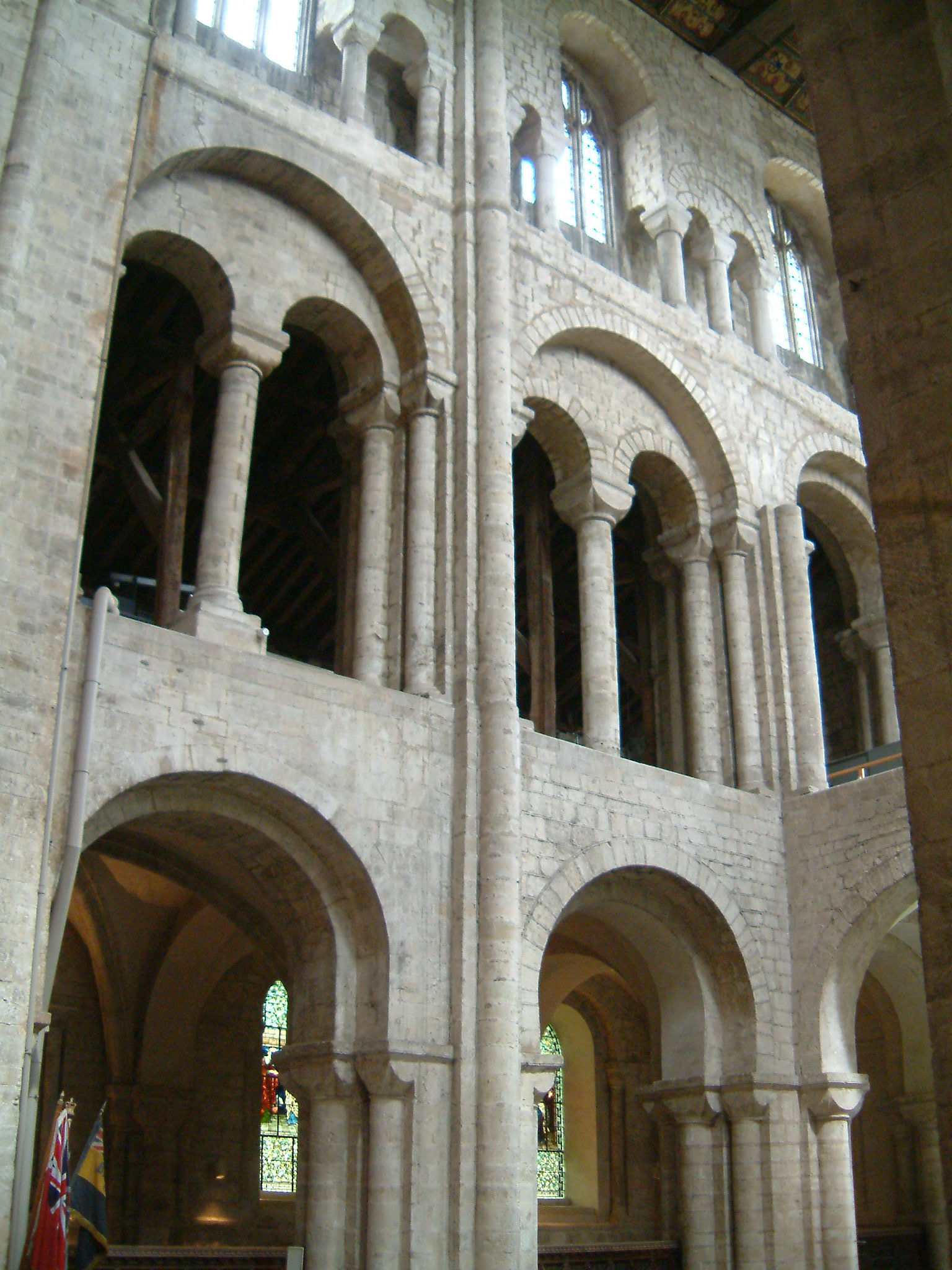
Interno della cattedrale di Winchester

### Spagna

#### Catalogna
In Catalogna l'arte romanica si manifestò con alcune peculiarità e si prolungò per tutto il XII secolo. Furono molto diffusi gli edifici religiosi di piccole dimensioni (in Italia sarebbero assimilabili alle pievi), con una struttura abbastanza fissa: unica navata "a sala", tetto a spioventi sorretti da volte a botte, triplice abside, pareti costruite con piccoli conci e scandite all'esterno da lesene e arcatelle cieche, le stesse che si ritrovano nelle chiese del romanico lombardo.
Spesso un campanile è affiancato alle absidi e può presentare base quadrata o poligonale, con aperture crescenti nei piani più alti. In un primo momento la scultura non ebbe una produzione consistente, ma fece da decorazione privilegiata la pittura, con grandi affreschi di ascendenza bizantina, reinterpretati con una forte stilizzazione data dalle marcate linee nere di contorno.

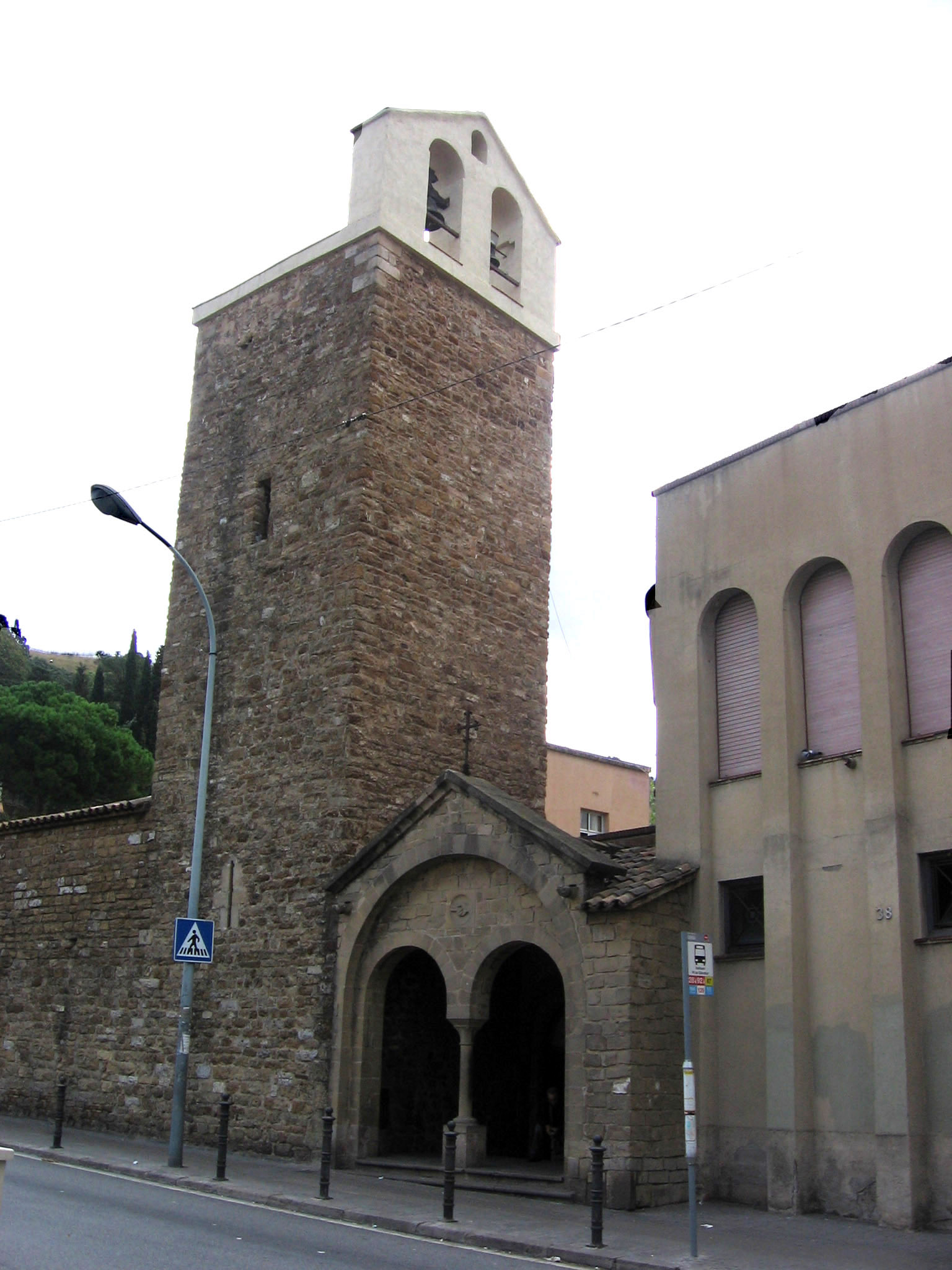
Chiesa di Nostra Signora del Coll
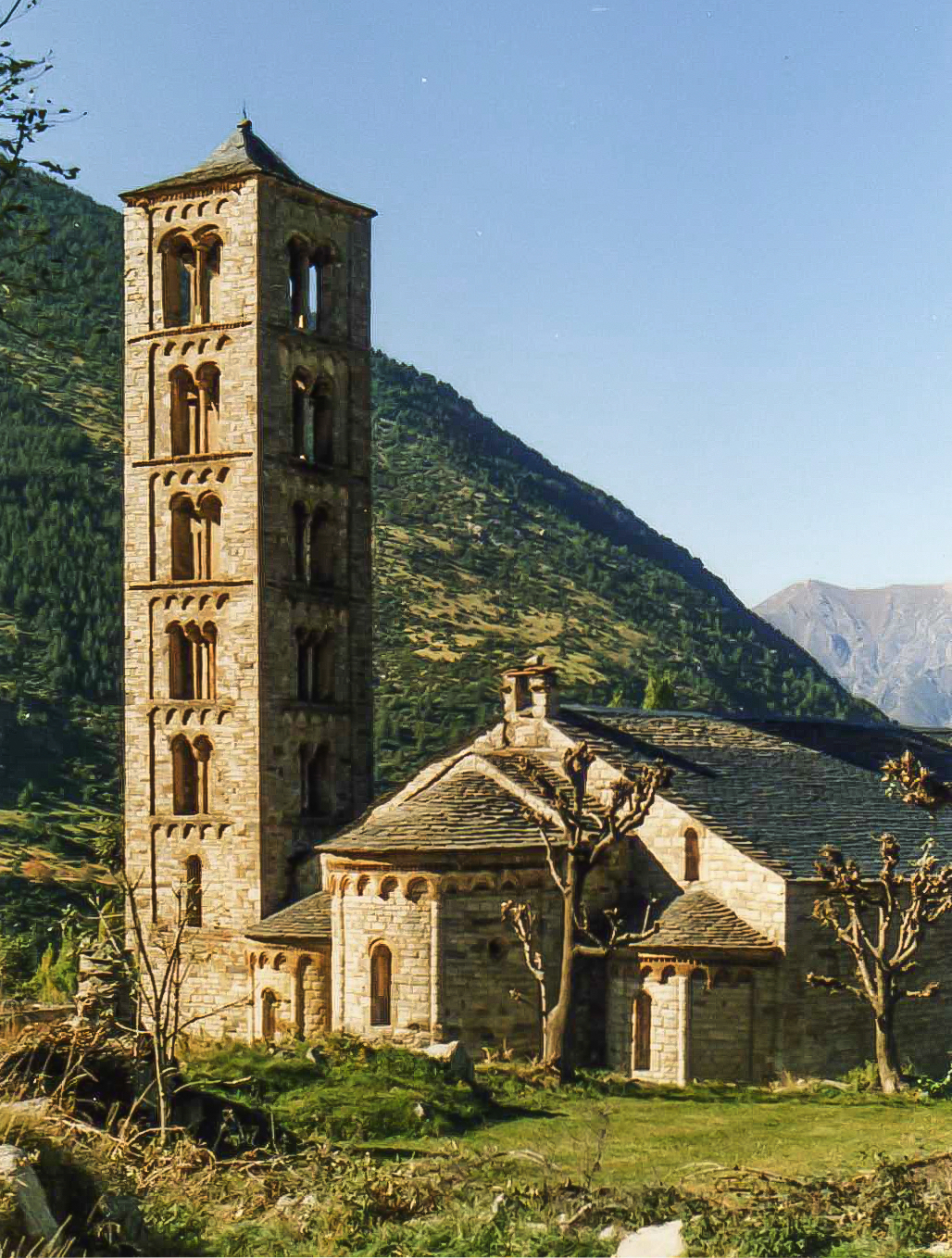
Chiesa di San Clemente a Tahull
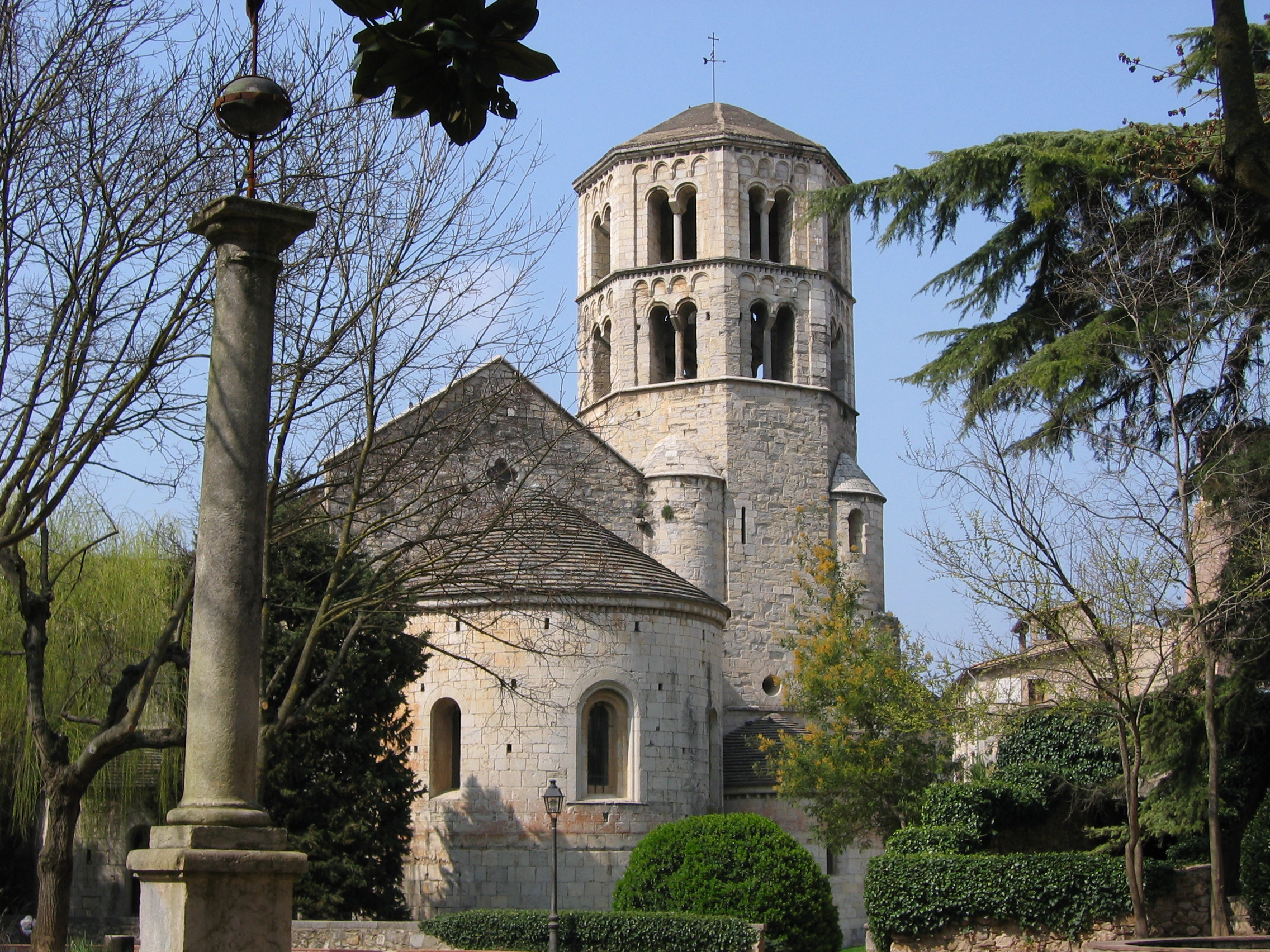
Monastero di Sant Pere de Galligants
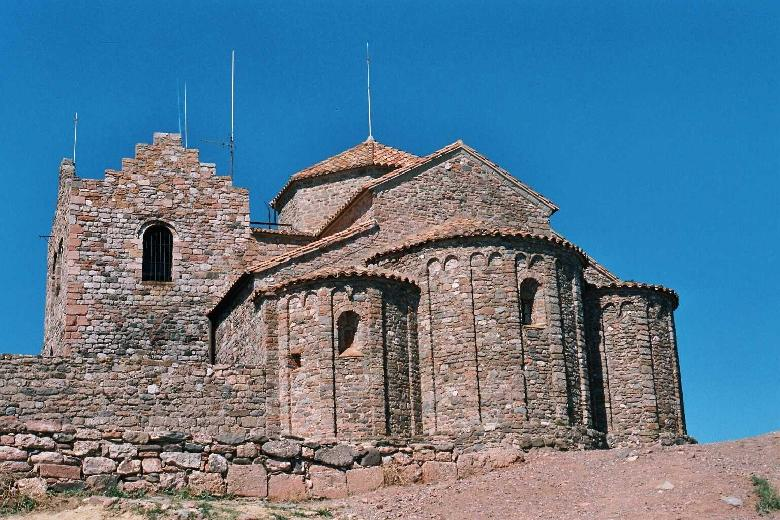
Monastero di Sant Llorenç del Munt, a la Mola
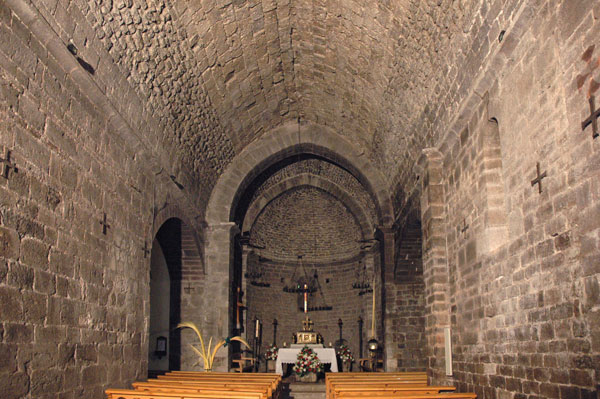
Interno della Chiesa di Sant Esteve de Llanars

#### Spagna settentrionale

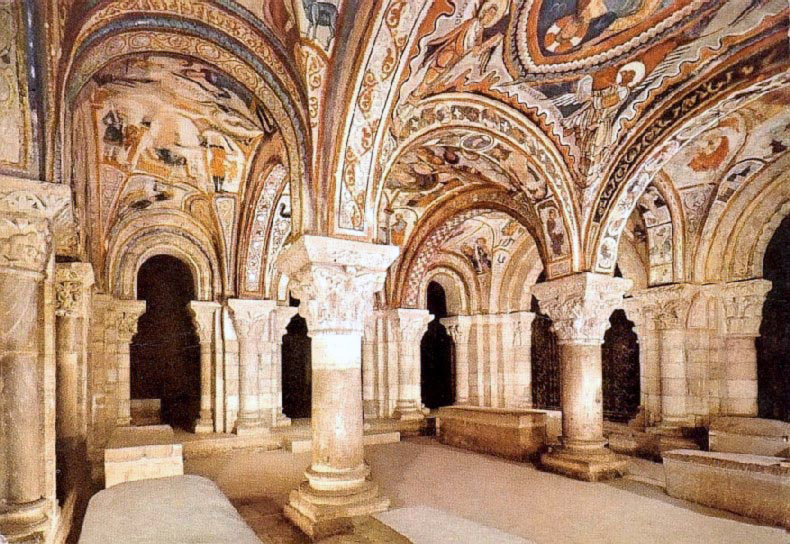
Panteón de los Reyes, León

La Spagna settentrionale era molto legata alla Francia del Sud per ragioni politiche, economiche e per il collegamento delle strade dei pellegrini verso Santiago. Inoltre i territori strappati alla Reconquista avevano attirato cospicui flussi migratori. L'architettura e la scultura che qui si svilupparono presentano notevoli analogie con i coevi cantieri di Tolosa e di Moissac.
Tra i primi cantieri attivi con caratteristiche romaniche vi fu quello della chiesa di Sant'Isidoro a León, che venne rimaneggiata ampiamente entro la prima metà del XII secolo. Attiguo alla chiesa si trova il luogo di sepoltura reale del Panteón de los Reyes, dai pregevoli capitelli scolpiti e affreschi raffiguranti la Maiestas Domini, Scene apocalittiche e della Vita di Cristo sulle volte e i simboli dei Mesi nei medaglioni.
L'edificio più importante resta comunque il Santuario di Santiago de Compostela, ricostruito a partire dal 1075 con una pianta grandiosa simile a quella delle grandi chiese di pellegrinaggio francesi: cinque navate lunghe e sviluppate in altezza, matronei, transetto a triplice navata e una grande abside con deambulatorio e cinque cappelle laterali.

### Italia

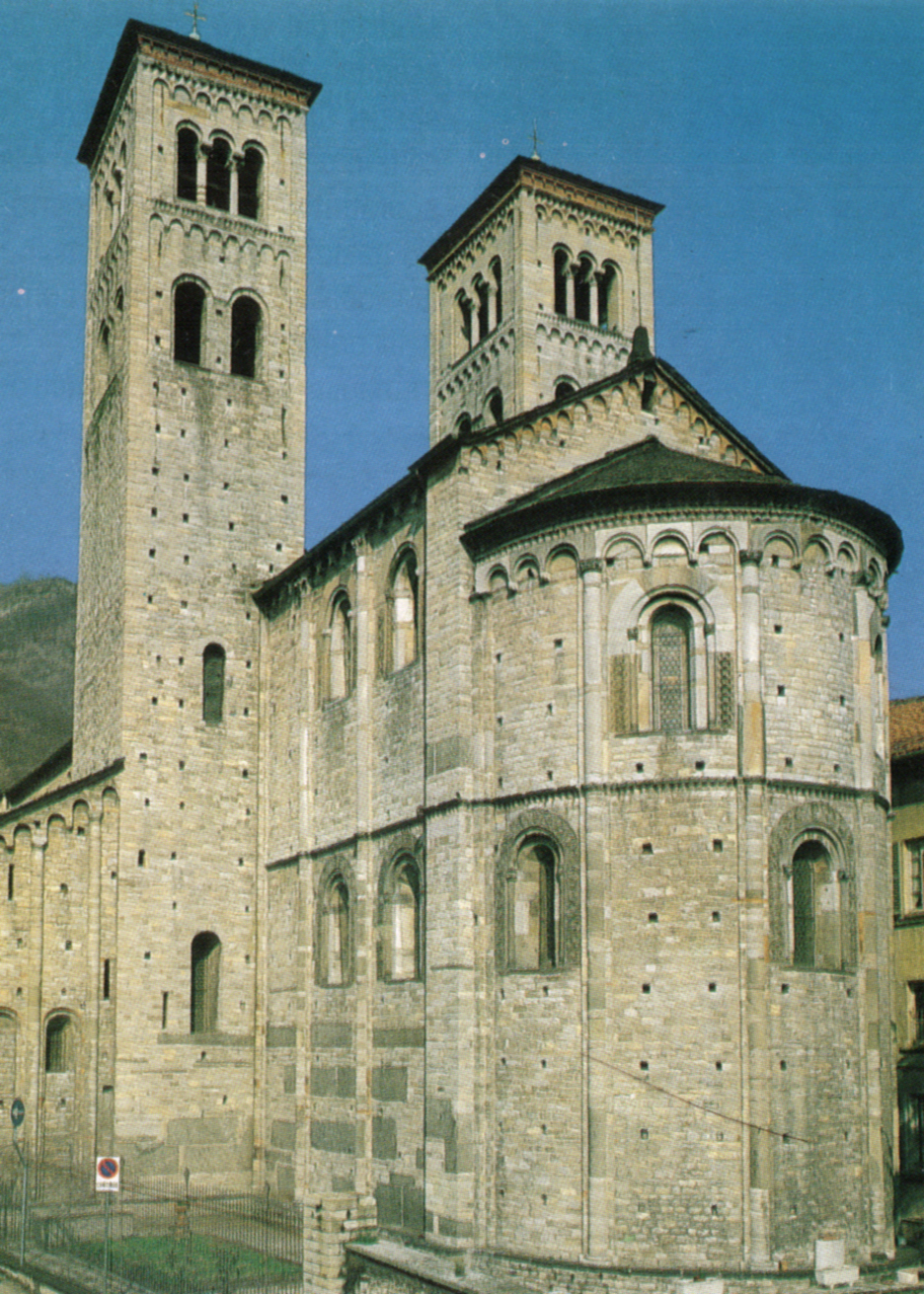
Sant'Abbondio a Como

L'architettura romanica in Italia presenta un panorama molto variegato con notevoli differenze da regione a regione. In particolare in Italia settentrionale si sviluppò, tra la fine dell'XI secolo e l'inizio del XII, uno stile massiccio, con largo uso del laterizio e forti influenze germanico-imperiali e romanico-francesi, in Toscana invece le città svilupparono propri stili, vivaci e riconoscibili, mentre Roma e le città dell'Italia meridionale rimasero centri abbastanza periferici, e tuttavia espressero architetture peculiari grazie alle diverse influenze culturali.

#### Lombardia, Veneto ed Emilia
Una delle prime zone a maturare le novità romaniche fu la Lombardia (all'epoca più ampia dei confini regionali attuali, comprendente anche l'Emilia e parte del Piemonte), grazie all'ormai secolare movimento di artisti lombardi in Germania e viceversa. La basilica di Sant'Ambrogio a Milano presenta una copertura con volte a crociera con costoloni tra le più antiche d'Europa.
Importanti sono inoltre il precoce esempio della chiesa di Sant'Abbondio a Como e la basilica di San Michele Maggiore a Pavia. Abbastanza diffusa è anche la tipologia a pianta circolare, come quella del Duomo vecchio di Brescia, della rotonda di San Tomè in provincia di Bergamo e della rotonda di San Lorenzo nella città di Mantova.
In Veneto si ricorda la basilica di San Zeno, a Verona, con impianto longitudinale a tre navate. In Emilia di particolare valore sono il Duomo di Modena, una delle testimonianze più coerentemente unitarie di tutta l'architettura romanica italiana, il Duomo di Parma con annesso battistero, l'Abbazia di Nonantola e il complesso della basilica di Santo Stefano a Bologna.

#### Toscana

##### Pisa

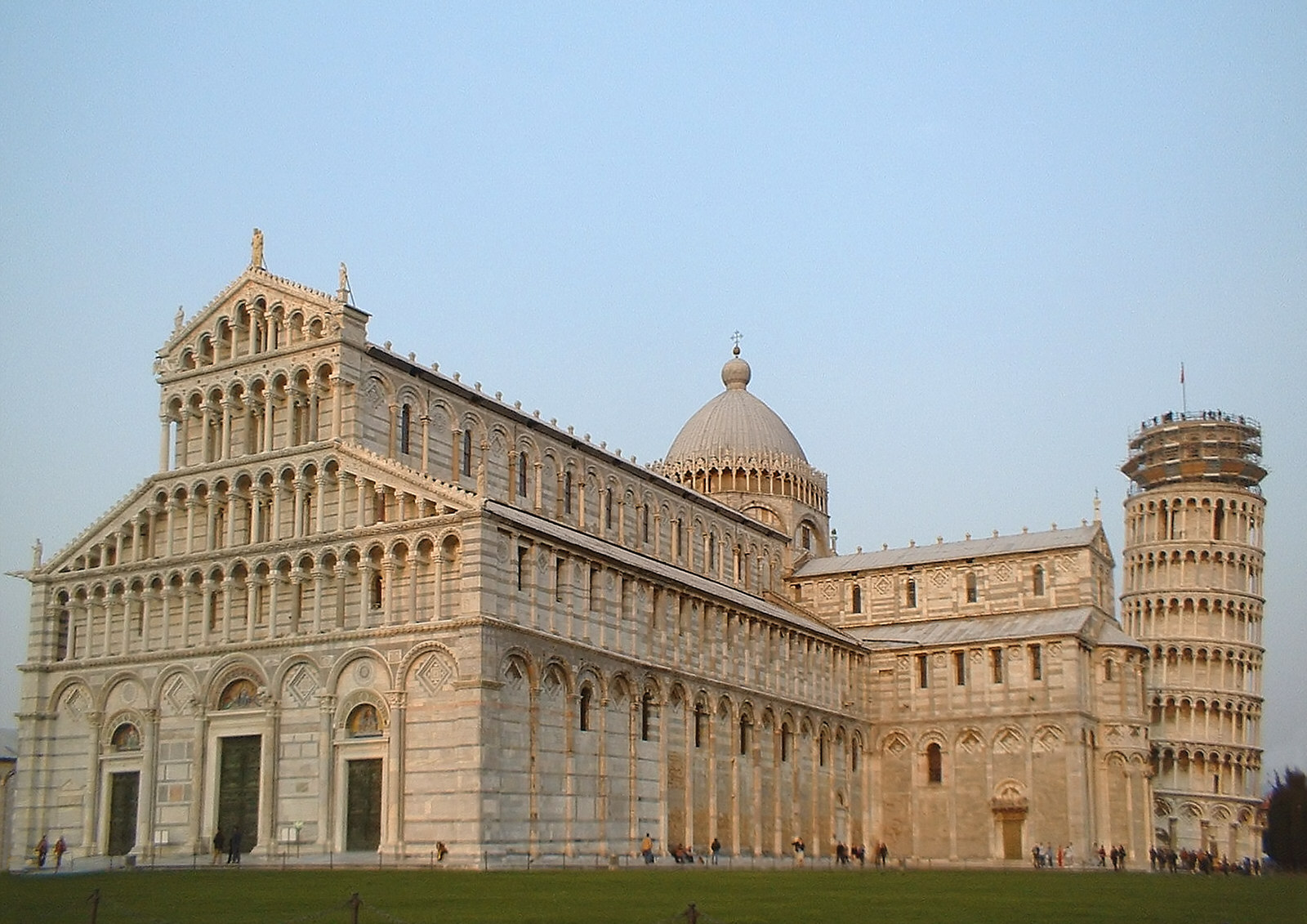
Il Duomo di Pisa

Il romanico pisano si sviluppò al tempo in cui la città era una potente Repubblica Marinara e quindi si irradiò ai territori controllati o influenzati dalla città, come la Corsica, la Sardegna, la Toscana settentrionale, a partire da Lucca (dove si sovrappose alla classicistica tradizione locale rappresentata dalla basilica di San Frediano e dalla chiesa di Sant'Alessandro), fino a Pistoia e non mancano influenze pisane anche nel resto della Toscana (chiesa di Santa Maria della Pieve in Arezzo) e nell'Italia meridionale (cattedrale di Troia).
La prima realizzazione fu il Duomo di Pisa, iniziato nel 1063-1064 da Buscheto e proseguito da Rainaldo; l'opera venne consacrata nel 1118, mentre nel 1173 iniziarono i lavori per il celebre campanile pendente. Elementi tipici del romanico pisano sono l'uso, sull'involucro esterno, dalle arcate cieche e delle loggette pensili, ispirate all'architettura lombarda, ma moltiplicate fino a coprire su ordini diversi intere facciate. Tra le caratteristiche che meglio identificano lo stile troviamo anche il motivo della losanga, derivato da modelli islamici nord-africani, e la bicromia a fasce alternate sulle pareti, derivata da modelli della Spagna musulmana.
Altre architetture marcatamente romaniche pisane sono la basilica di San Pietro a Grado, presso Pisa, la chiesa di San Michele in Foro a Lucca e la basilica di Saccargia a Codrongianos in Sardegna.

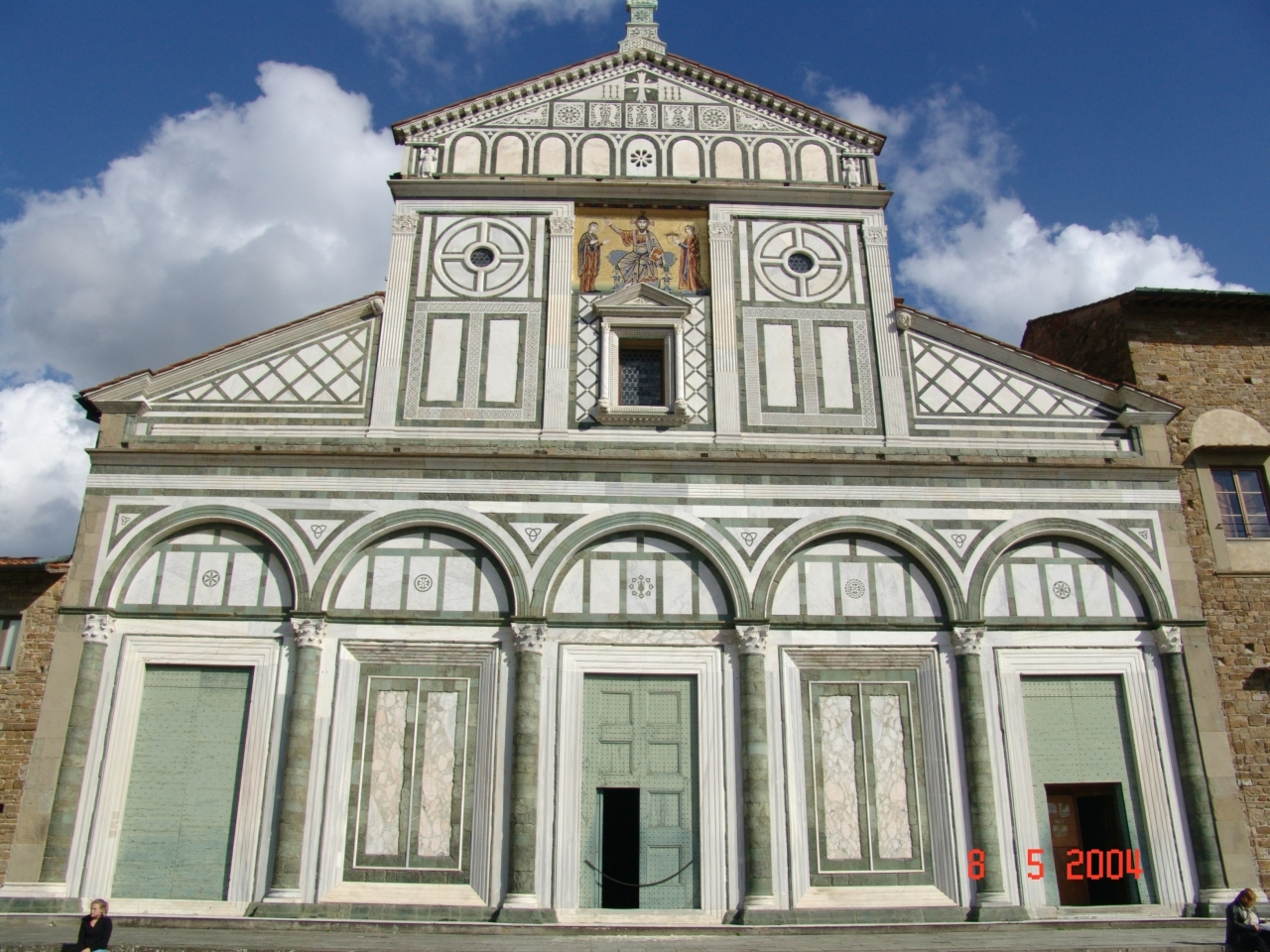
La facciata di San Miniato al Monte, Firenze

##### Firenze
A Firenze si usarono alcuni elementi comuni al romanico pisano, ma con un'impronta molto diversa, caratterizzata da un'armonia geometrica che ricorda le opere antiche. Evidente è nel Battistero di San Giovanni il senso del ritmo nella scansione dei volumi esterni, tramite l'uso di riquadri, seguendo un preciso schema modulare che si ripete sugli otto lati. Un altro esempio fondamentale del rinnovato stile fiorentino è la chiesa di San Miniato al Monte (iniziata nel 1018 e completata gradualmente fino al XIII secolo), che presenta una struttura tipicamente basilicale e una scansione razionalmente ordinata della facciata bicroma. Se lo stile fiorentino non produsse molte opere, la sua influenza fu determinante per gli sviluppi successivi dell'architettura, essendo la base alla quale attinsero Francesco Talenti, Filippo Brunelleschi, Leon Battista Alberti e gli altri architetti che svilupparono il Rinascimento. Per questo motivo, riguardo al romanico fiorentino, si parla anche di "proto-rinascimento".

#### Nell'Italia centrale

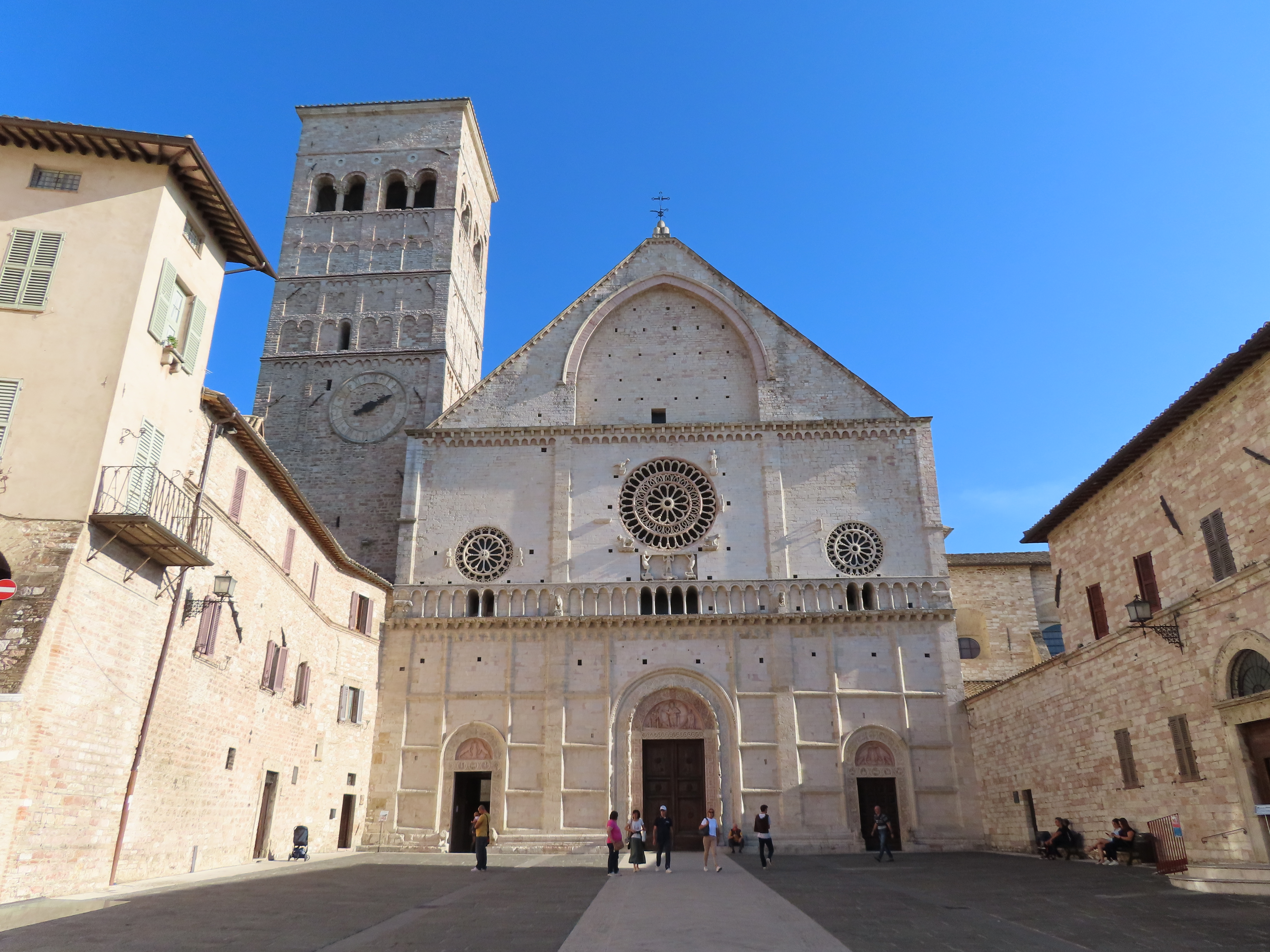
Duomo di San Rufino di Assisi

A Roma si registrò un'attività edilizia in continuazione delle architetture in stile basilicale paleocristiano. Le maggiori opere sono da ricercarsi nelle decorazioni interne alle basiliche di Santa Maria in Cosmedin e Santa Francesca Romana; notevole è il chiostro della cattedrale di San Giovanni in Laterano.
Nel Lazio settentrionale, a Tuscania, sorsero invece le chiese di Santa Maria Maggiore e di San Pietro, dove è evidente l'influenza nordica dei portali strombati e delle loggette poste in facciata.
Lo stile romanico si diffuse anche nella vicina Umbria, dove è doveroso ricordare ad esempio il duomo di Foligno e il duomo di Assisi, fortemente influenzati dallo stile lombardo.
Nelle Marche si segnala il duomo di San Ciriaco ad Ancona, in cui si fondono il romanico lombardo e lo stile bizantino, in particolare nella planimetria a croce greca e nelle sculture; inoltre è qui presente una delle cupole più antiche d'Italia, attribuita a Margaritone d'Arezzo (1270).
Anche in Abruzzo lo stile romanico fu ben rappresentato, soprattutto per quello che riguarda i centri posti sulla Via degli Abruzzi che in quegli anni rappresentava la principale arteria del territorio. Uno dei primi esempi è l'Abbazia di San Clemente a Casauria a Castiglione a Casauria. Di particolare importanza è, tuttavia, la basilica di Santa Maria di Collemaggio all'Aquila, la cui facciata bicroma — già tendente al gotico — presenta una curiosa influenza umbra (Duomo di Todi in particolare) e veneziana, dovuta alla varietà culturale delle maestranze impiegate.

#### Puglia

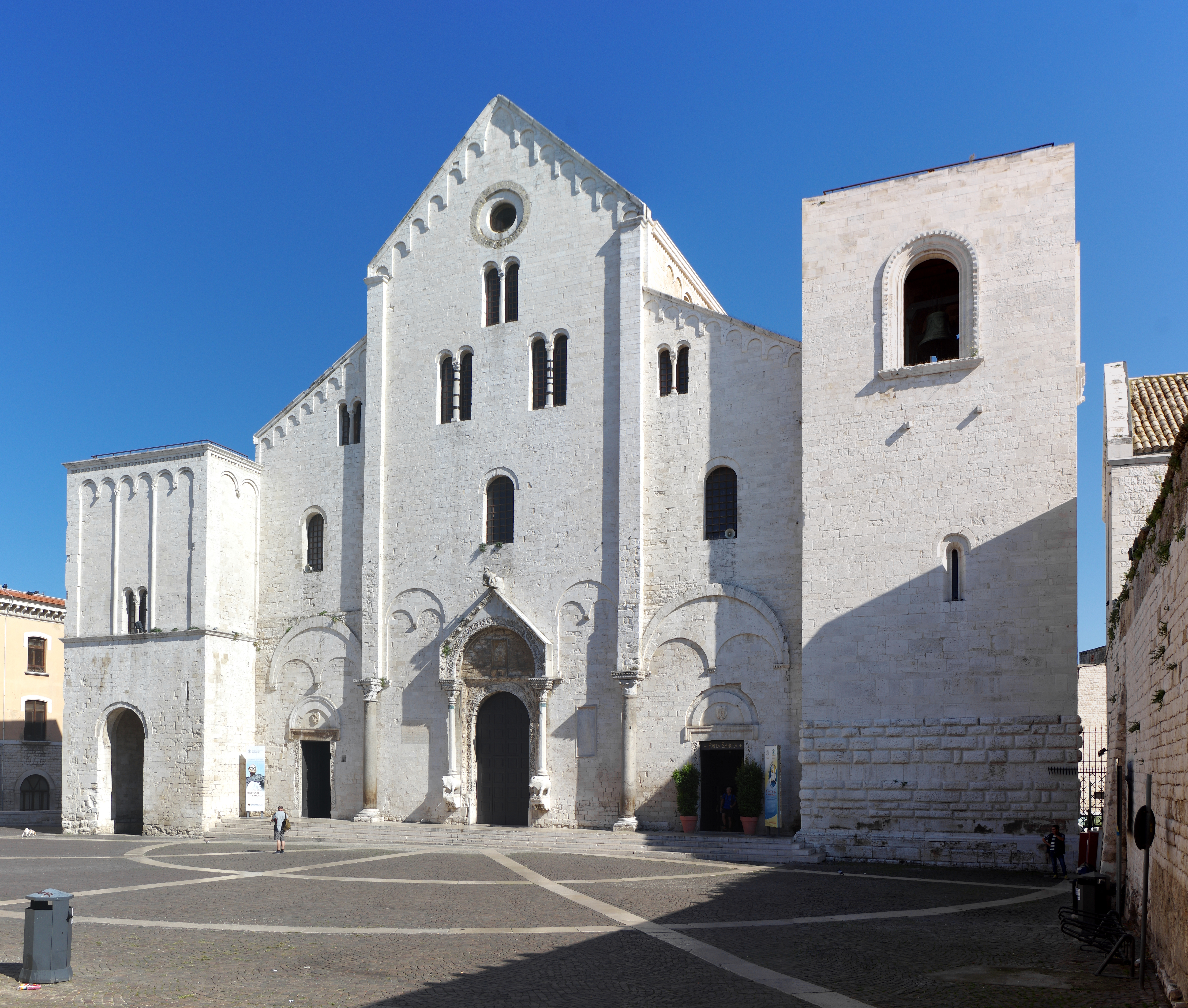
Basilica di San Nicola, Bari

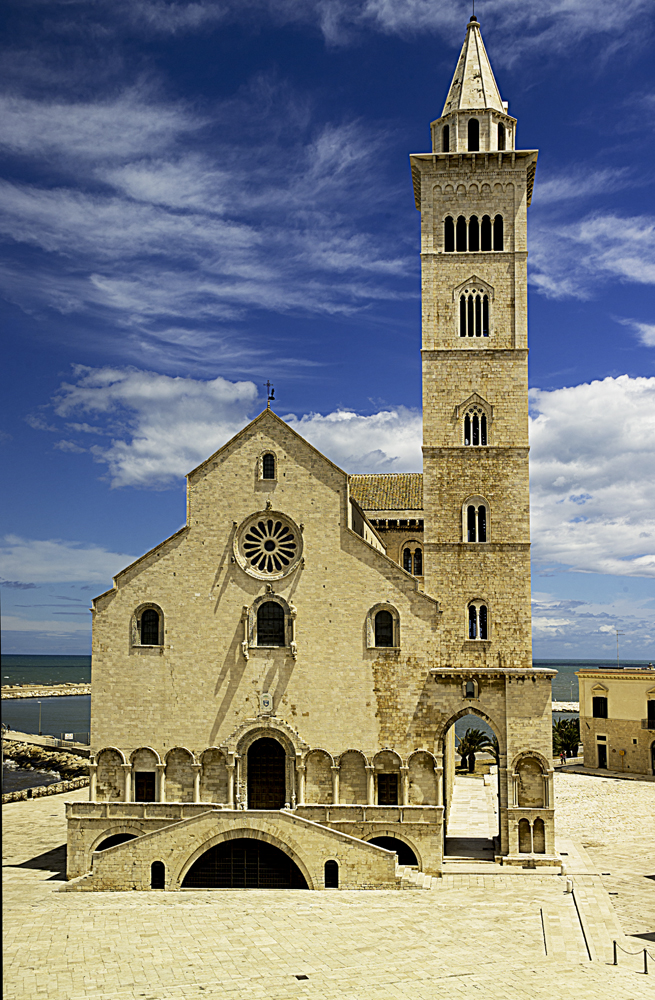
La Cattedrale di Trani

La Puglia e i suoi porti erano usati dai pellegrini diretti in Terra santa e furono anche il punto di partenza per molti crociati nel 1090. L'elevato flusso di persone determinò la ricezione di una grande varietà di influssi (compreso quello lombardo) che si manifestò anche in architettura. Tra gli edifici più antichi sono da ricordare la basilica di San Nicola a Bari, iniziata nel 1087 e terminata verso la fine del XII secolo, e la Cattedrale di Trani iniziata nel 1099 e portata a termine nel XII secolo senza il campanile, la cui costruzione è del secolo successivo. Opere importanti sono inoltre la concattedrale di Bitonto, la cui costruzione risale alla fine del XII secolo, la concattedrale di Ruvo, la concattedrale di Troia, la cattedrale di Bovino, e la Cattedrale di Otranto eretta verso il 1088.
Esternamente le chiese si presentano con un aspetto massiccio, come una fortezza, con la facciata spesso a salienti, chiusa ai lati da due torri e decorata con archetti pensili; talvolta compare un protiro secondo i modelli lombardi ed emiliani. Il motivo delle doppie torri rimanda invece a esempi transalpini, ed è spiegabile anche con la presenza normanna degli Altavilla.

#### Campania, Sicilia e Calabria

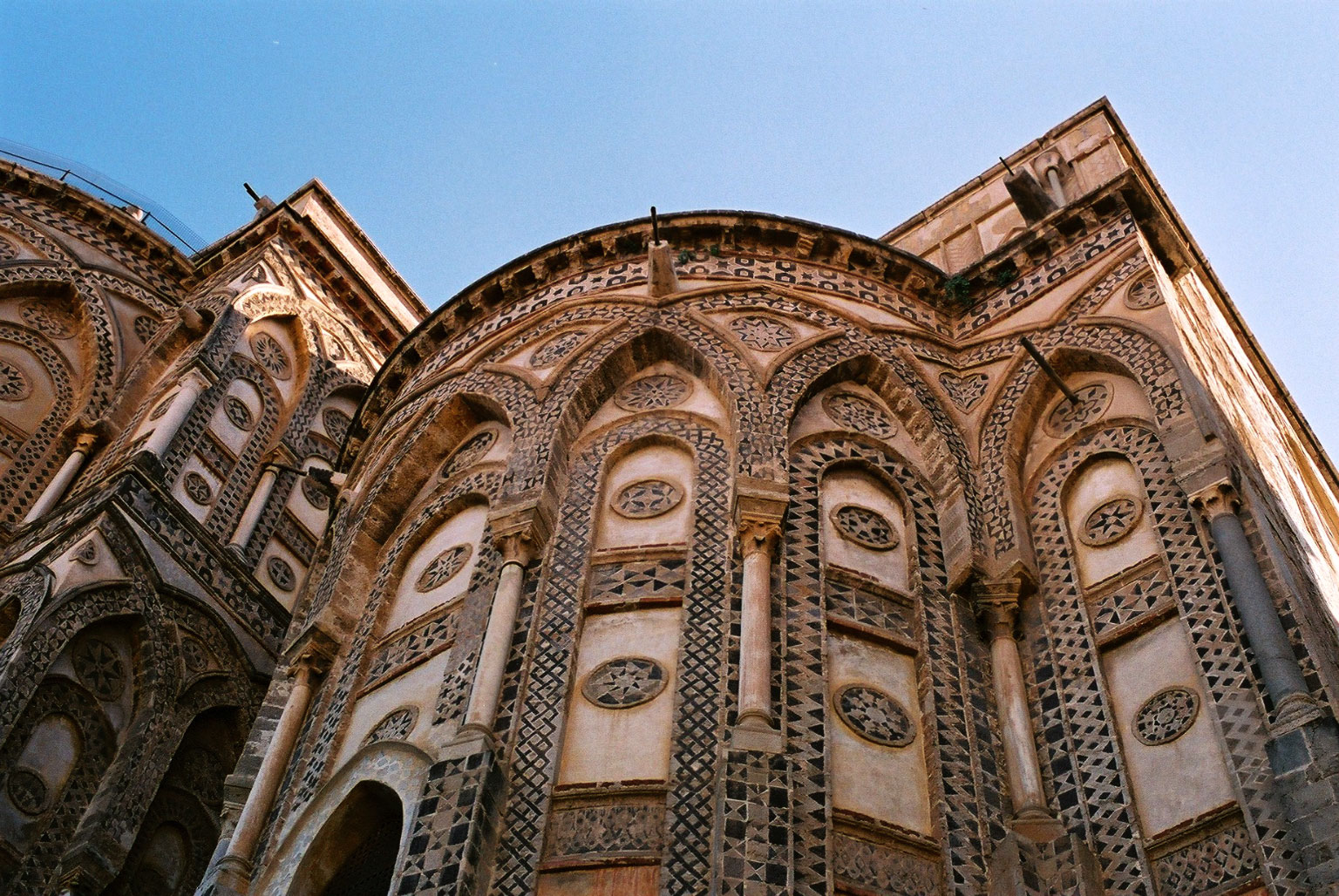
Le absidi del Duomo di Monreale

A sud di Roma, con l'eccezione della Puglia, lo sviluppo dell'architettura fu legato principalmente a modelli paleocristiani e normanni. L'apparato decorativo si rifaceva all'arte bizantina e, in Sicilia, anche araba. La ragione del fenomeno è da ricercare nelle molteplici vicende storiche, politiche e religiose che coinvolsero l'Italia meridionale. . Inoltre, riscontrabili soprattutto in Campania sono le influenze provenienti da Montecassino, importante centro culturale e artistico il cui schema di pianta appartiene alla tradizione basilicale paleocristiana.
Si ricorda, ad esempio, il duomo di San Pietro a Sessa Aurunca, un edificio eretto agli inizi del XII secolo e completato con il vescovo Erveo (documentato tra il 1171 e il 1197).
Nel Duomo di Casertavecchia sono presenti finestre a ferro di cavallo nel transetto e archetti intrecciati poggianti su colonnine nel tiburio, come anche negli esempi amalfitani del chiostro dei Cappuccini (1212) e del Duomo (1266-1268).
Tipicamente normanni sono a Palermo edifici come la Zisa e con influenza araba la Cuba (1180), o anche le cupolette semisferiche della chiesa di San Giovanni degli Eremiti (1140 circa).
Architettura normanna con influenze bizantine sono invece le chiese della Martorana (1143) e la Cappella Palatina nel Palazzo dei Normanni (1143), coperte di mosaici. In Calabria la produzione artistica è completamente rivolta a Bisanzio, come testimonia la Cattolica di Stilo (X-XI secolo).
Altri importanti esempi di edifici normanni dell'epoca sono le cattedrali di Cefalù (1131-1170 circa) e di Monreale: in entrambi sono mischiate più influenze, che vanno dalle esperienze cluniacensi nella zona dell'abside, agli archetti pensili tipicamente lombardi (a Cefalù), a quelli intrecciati di influenza araba (a Monreale), alla tripla abside e decorazioni geometriche anglo-normanne e figure zoomorfe di retaggio scandinavo nei capitelli dei chiostri; le due torri in facciata sono modelli transalpini, introdotti dai Normanni.

#### Sardegna

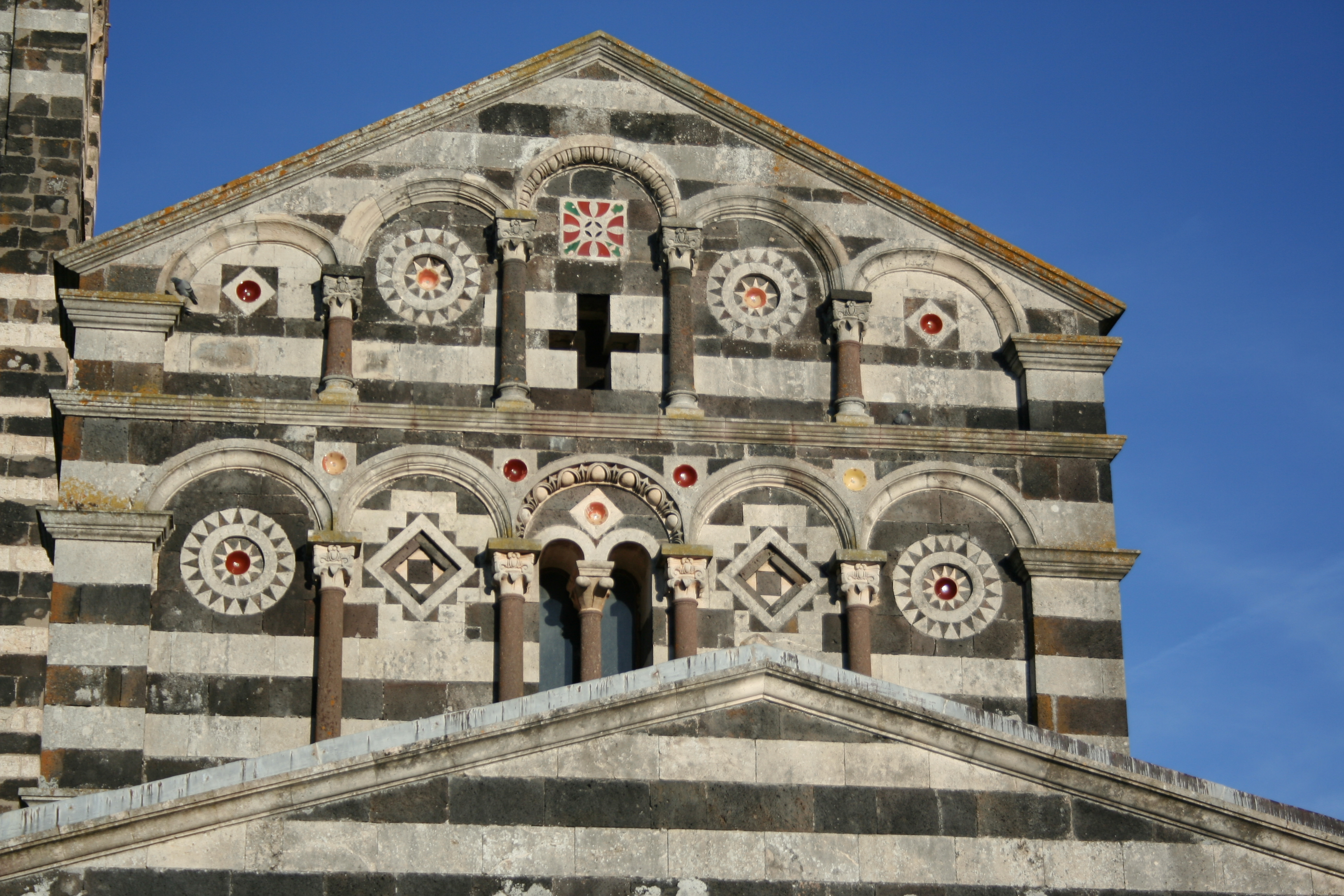
Basilica di Saccargia, Codrongianos (SS) particolare della facciata

L'architettura romanica in Sardegna ha avuto un notevole sviluppo sin dalle prime origini e per un lungo periodo. Le sue espressioni autonome non sono classificabili in uno stile unico, poiché nell'isola il romanico si è manifestato con risultati inediti ma in numerose forme. Questo a causa dell'insediamento nella Sardegna giudicale di numerosi ordini religiosi, provenienti da varie regioni italiane e dalla Francia.
Il primo edificio romanico eretto in Sardegna è stato la basilica di San Gavino a Porto Torres (ante 1065), fatta costruire dallo Judike di Torres Gonnario Comita de Lacon-Gunale. In quella occasione il Judike fece arrivare da Pisa "undici maestri di pietra e di muro". Alla morte di Gonnario subentrò il figlio Barisone I che proseguì nella costruzione della basilica e, primo fra tutti, cominciò la politica di immigrazione degli ordini monastici nell'isola, donando all'Abbazia di Montecassino un vasto territorio. La politica della immigrazione monastica fu intrapresa anche dagli altri judikes e da quel momento per diversi decenni nell'isola arrivarono monaci di numerosi ordini religiosi fra i quali: i cassinesi, i camaldolesi, i vallombrosani, i vittorini di Marsiglia, i cistercensi, ecc. A seguito di questo fenomeno, tramite il notevole impegno finanziario della nobiltà locale, furono fondate numerose chiese private, si ebbe così lo sviluppo dell'architettura romanica che, nell'isola, assunse dei caratteri originali e molto interessanti.
Fra queste si possono citare la cappella palatina di Santa Maria del Regno di Ardara (SS), la vicina Basilica di Sant’Antioco di Bisarcio in comune di Ozieri (SS), San Michele di Plaiano nei dintorni di Sassari, la basilica di San Simplicio a Olbia, la chiesa di San Nicola di Silanis a Sedini, la Cattedrale di Santa Giusta dell'omonimo centro (OR), la chiesa di Santa Maria di Uta (CA) e la basilica di Saccargia a Codrongianos.

## Architettura civile e militare

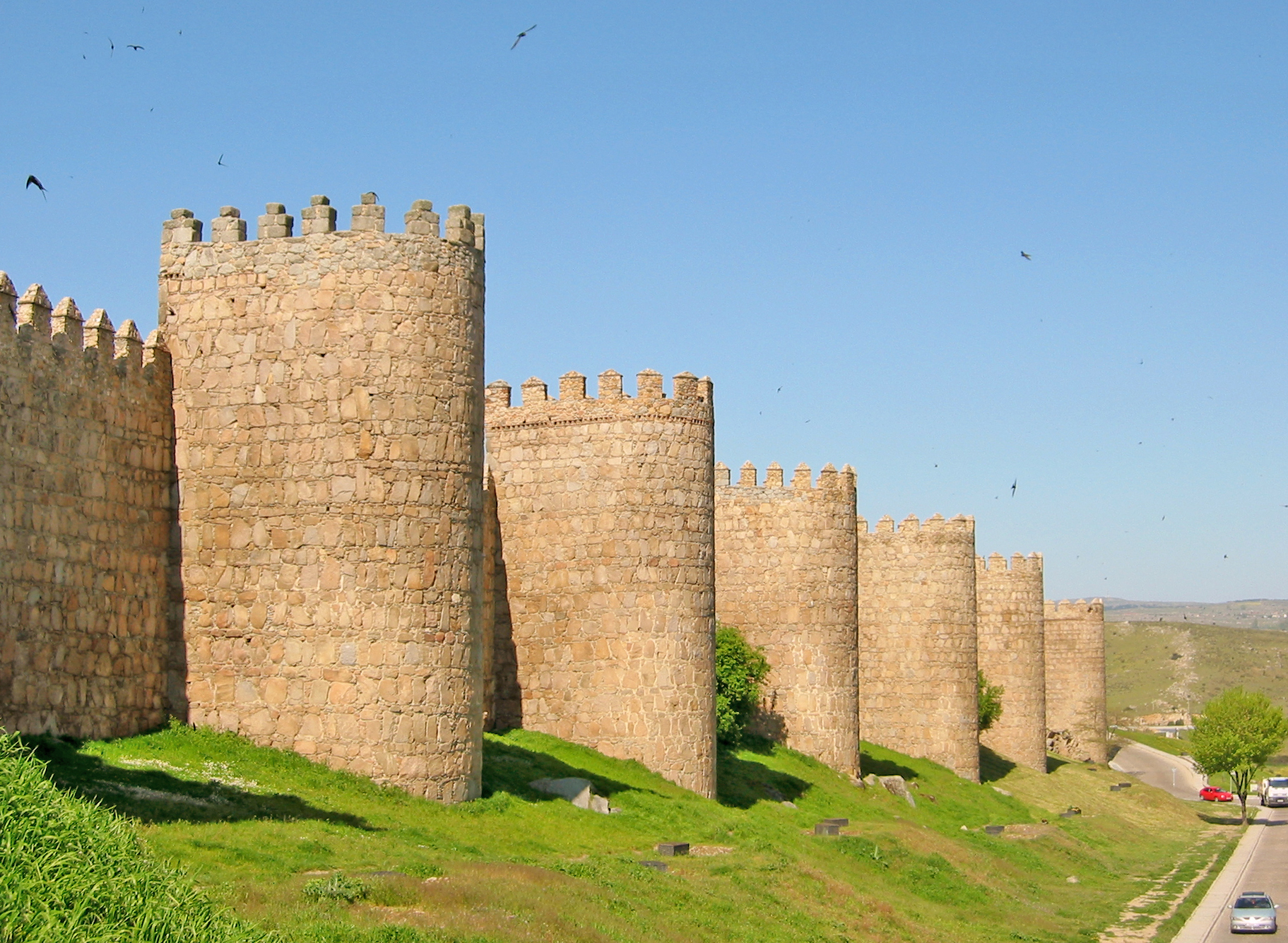
Le mura di Ávila

Il rinnovamento delle tecniche costruttive caratterizzò non solo di un altissimo numero di costruzioni religiose, ma permise anche un salto di qualità nella costruzione di architetture civili e militari. In particolare grazie al passaggio a tipi di muratura più regolare, con l'uso di pietre da taglio perfettamente squadrate, e grazie alla capacità di copertura di ampi spazi tramite le volte.

### Architetture scomparse
Sebbene restino copiose testimonianze di edifici religiosi romanici in tutta Europa, le costruzioni a destinazione non religiose sono in massima parte scomparse: rocche e castelli, abitazioni monumentali dei signori feudali, dopo aver perso la loro funzione residenziale e strategica, vennero in larga parte dismessi a partire dal XVI secolo, quando l'uso delle armi da fuoco li rese obsoleti: molti di essi caddero così in un'inesorabile rovina. Analoga sorte ebbe la gran parte delle fortificazioni urbane medievali.
Nelle città le case-torri furono costantemente abbattute e scapitozzate per ragioni urbanistiche, politiche e di sicurezza pubblica, dal XIII fino a tutto il XIX secolo.

### Mura urbane

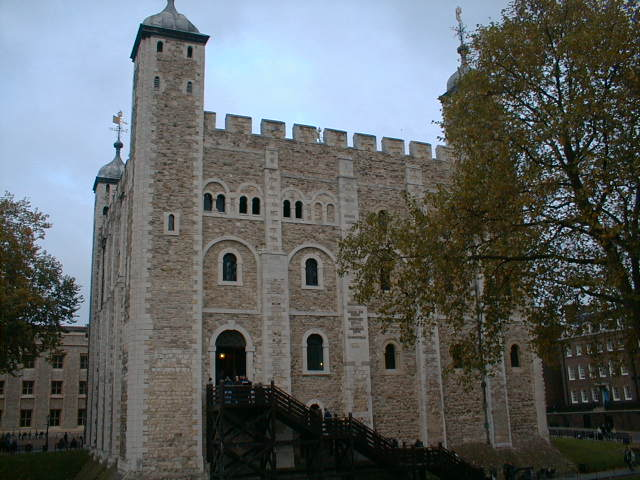
Torre di Londra, Londra

Tra gli esempi superstiti di questa stagione spiccano, per esempio, le monumentali mura di Ávila, in Spagna, iniziate nel 1090 e che si estendono tutt'oggi per un perimetro di oltre tre chilometri, con nove porte cittadine e ben ottantasei torri semicilindriche a distanza regolare. Nella loro grandiosità si può leggere di riflesso lo spirito combattivo degli spagnoli impegnati nella Reconquista.

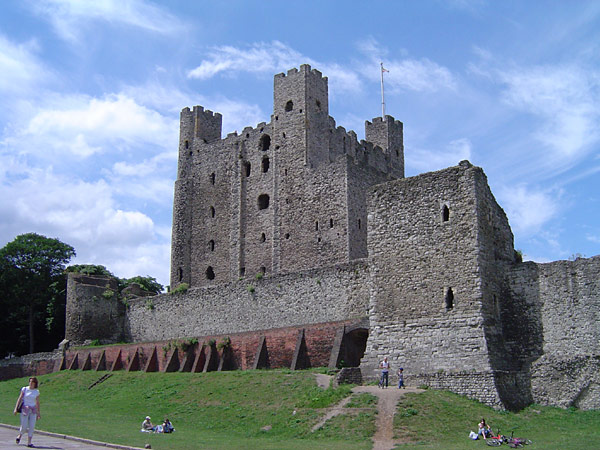
Il Castello di Rochester

#### Castelli
I castelli dei signori feudali, oltre che residenza dei medesimi, erano dei veri e propri avamposti militari e centri di potere nel territorio. I primi in Europa a costruire fortificazioni di grande complessità furono i Normanni: le fortezze della White Tower (1077-1097) nella Torre di Londra e il grande Castello di Colchester (Essex), forse opera di un progettista comune, sono tra i primi esempi pervenutoci di colossali masti in pietra, che si diffusero poi in tutti i territori normanni e in Europa continentale. La White Tower in particolare fu voluta da Guglielmo il Conquistatore in un luogo strategico entro le mura romane di Londra e presso il Tamigi, dove poteva controllare l'accesso alla città sia dal fiume sia dalla campagna. Usata a lungo come prigione, era stata in realtà costruita come alloggio per la famiglia reale, e la sua importanza è ancora più notevole se si considera come all'epoca della conquista le case in pietra fossero ben rare. Grande alla base 32,50x36 metri, alta tre piani e con pareti spesse fino a 3,60 metri alla base, la torre era stata costruita con pietra calcarea bianca portata via mare da Caen, a sottolineare la nuova presenza dei conquistatori sulla scena inglese. Altre architetture che ne subirono l'immediata influenza furono il castello di Rochester (Kent), quello di Dover, di Hedingham (Essex), di Richmond (North Yorkshire) e di Newcastle upon Tyne (Northumberland), oltre allo spettacolare castello di Durham, che forma un maestoso complesso arroccato su un'alta rupe scoscesa, assieme al monastero e alla cattedrale.
Sempre i Normanni costruirono a Palermo, in Sicilia, il Palazzo dei Normanni, del XII secolo su un preesistente complesso arabo del IX secolo.

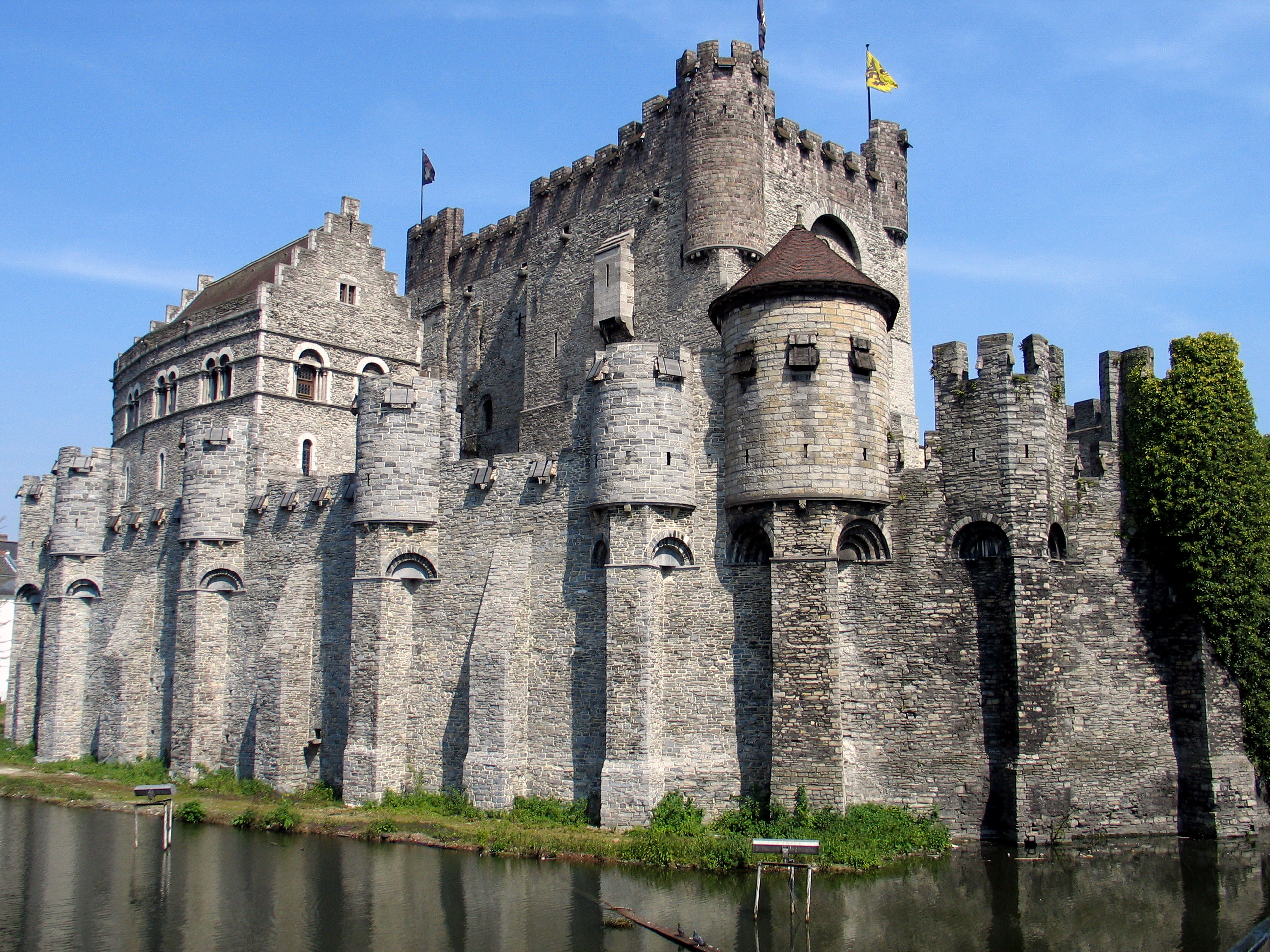
Il castello dei conti di Fiandra a Gand
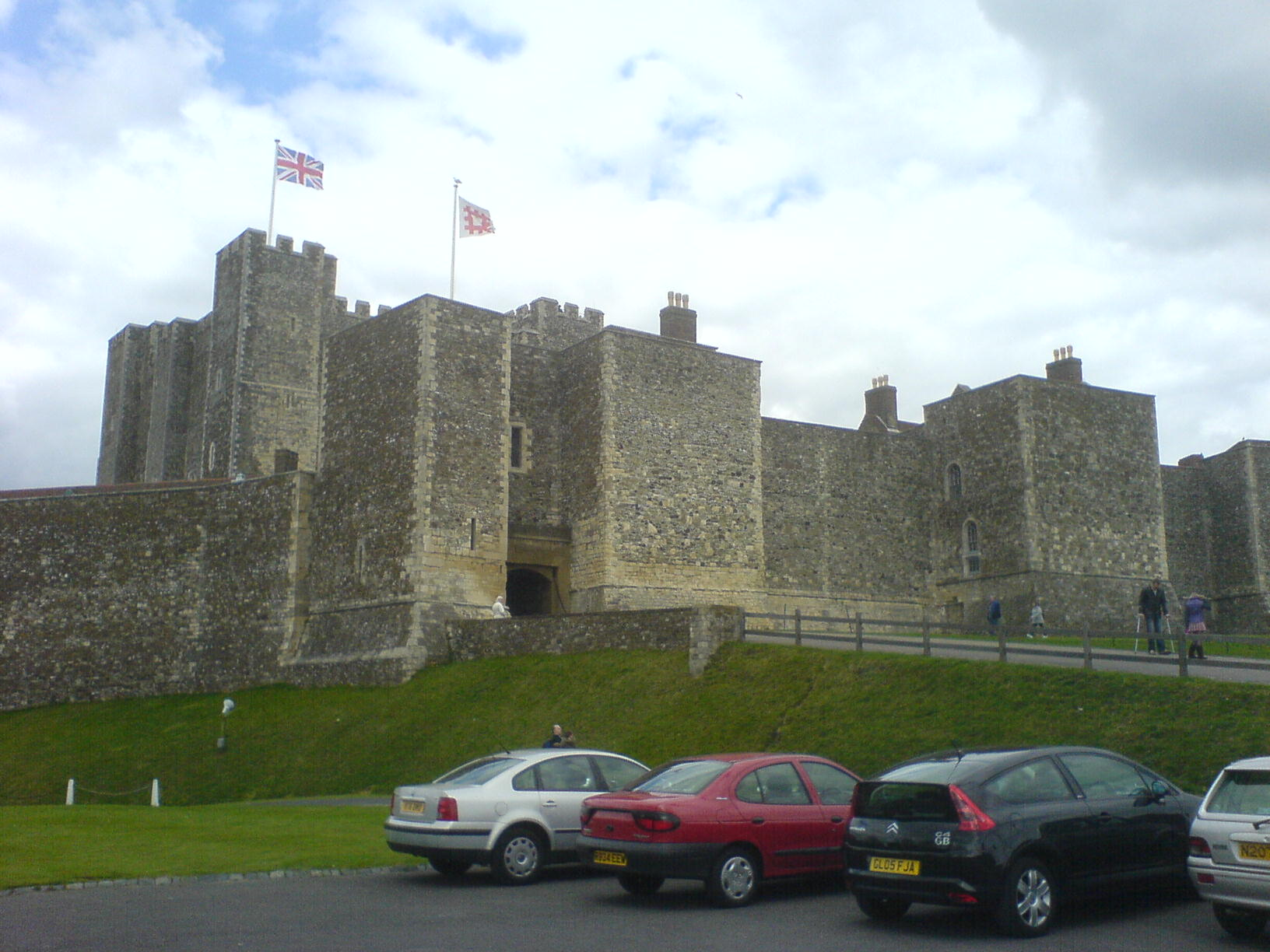
Il castello di Dover
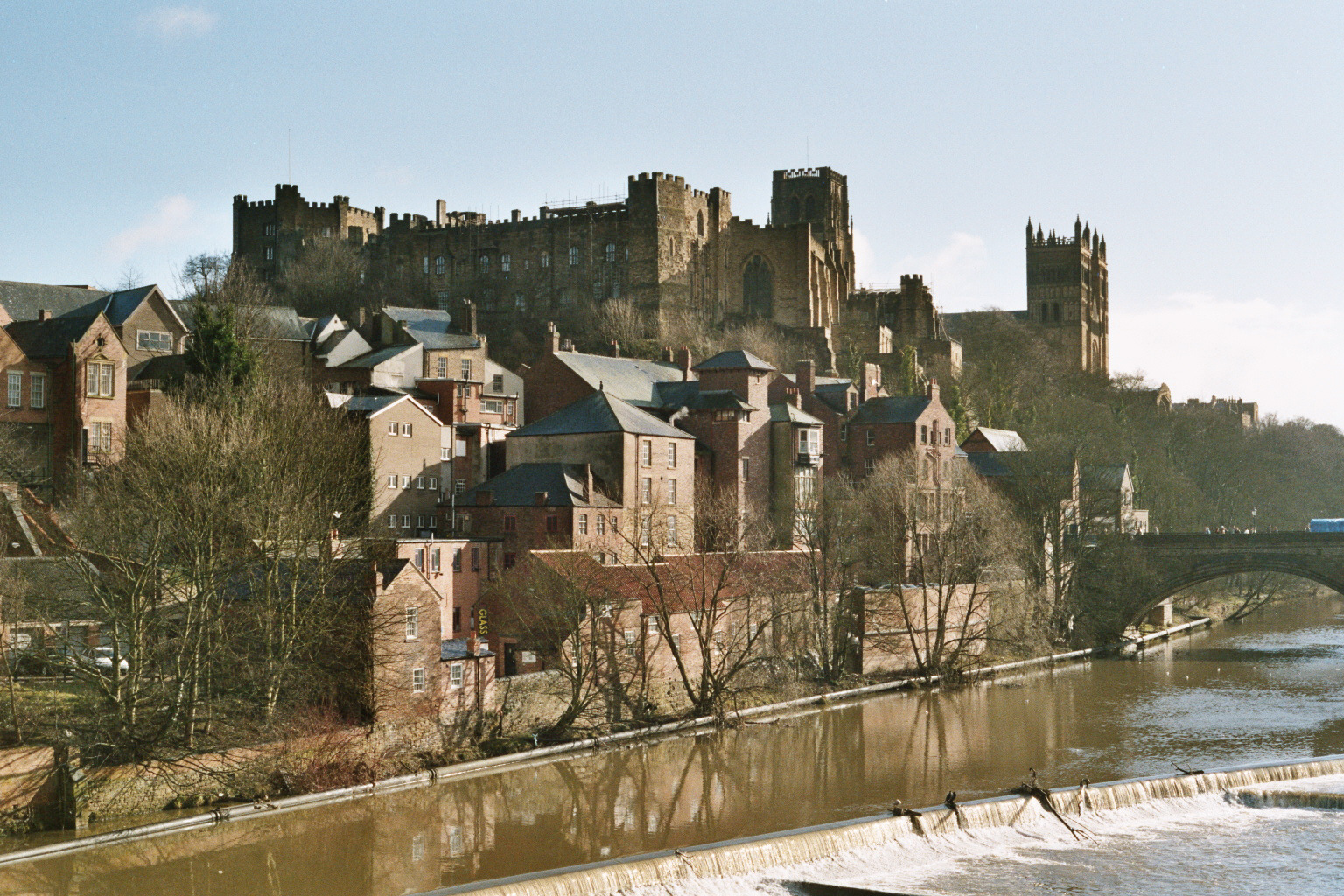
Il castello di Durham
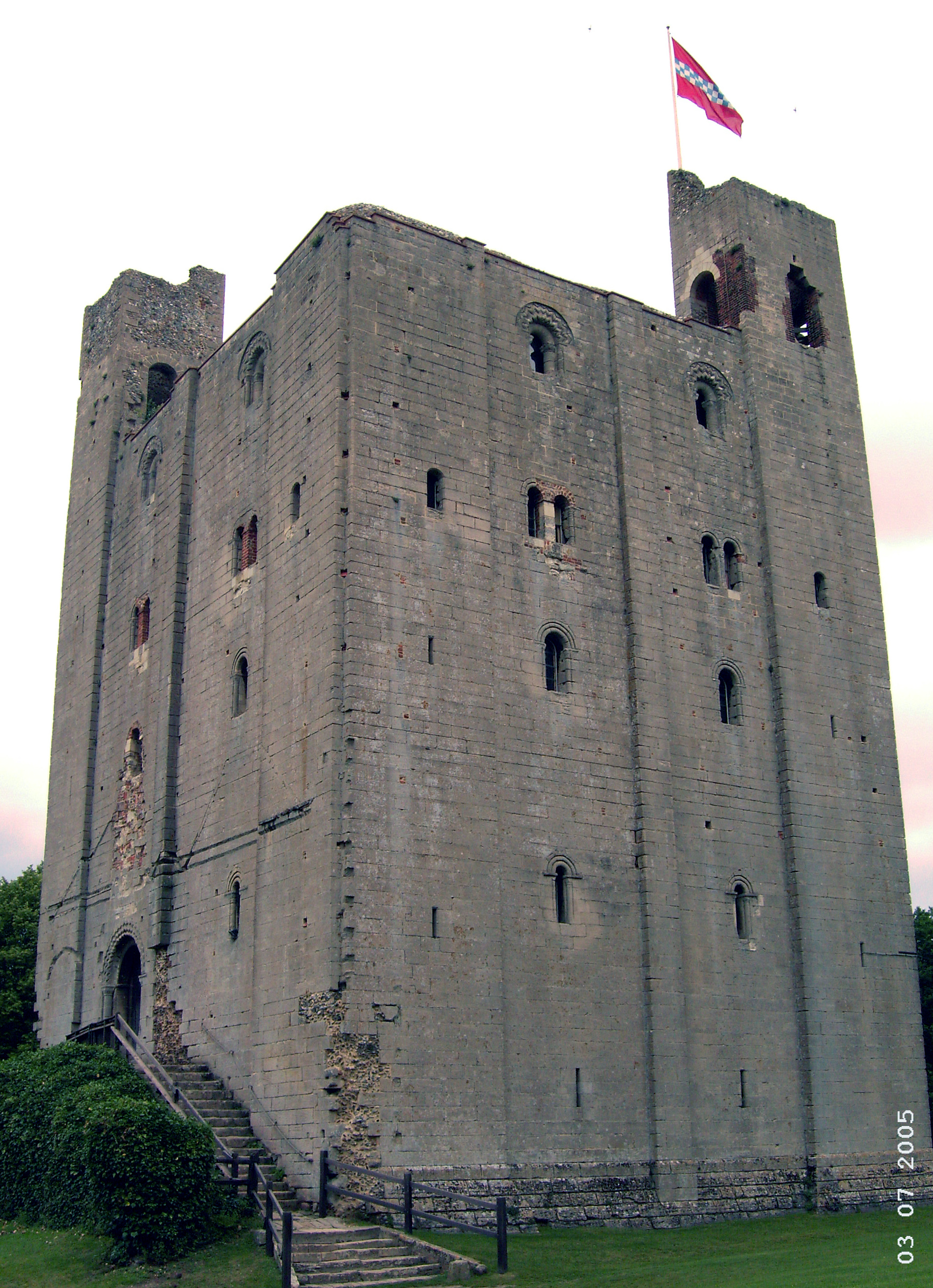
Il castello di Hedingham
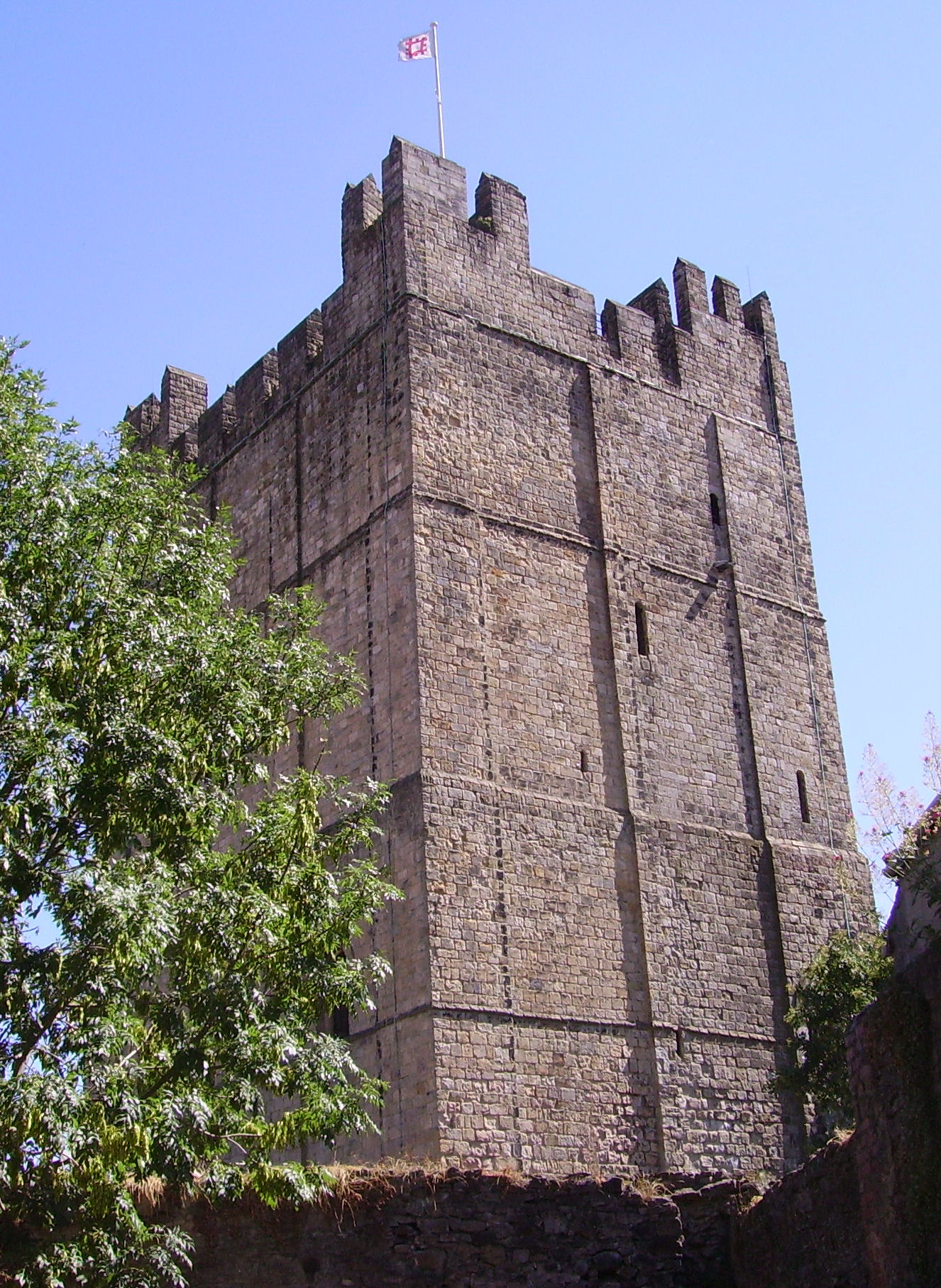
Il castello di Richmond (North Yorkshire)
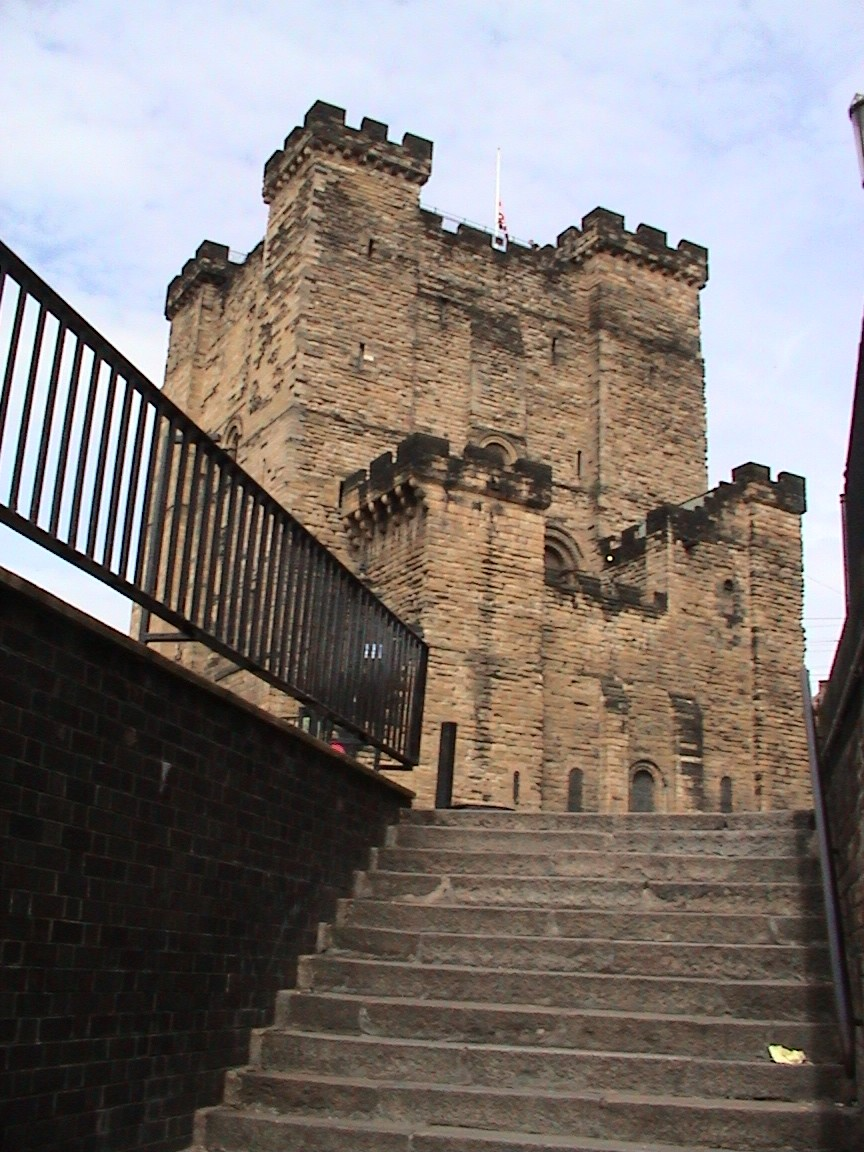
Il castello di Newcastle upon Tyne

### Torri urbane

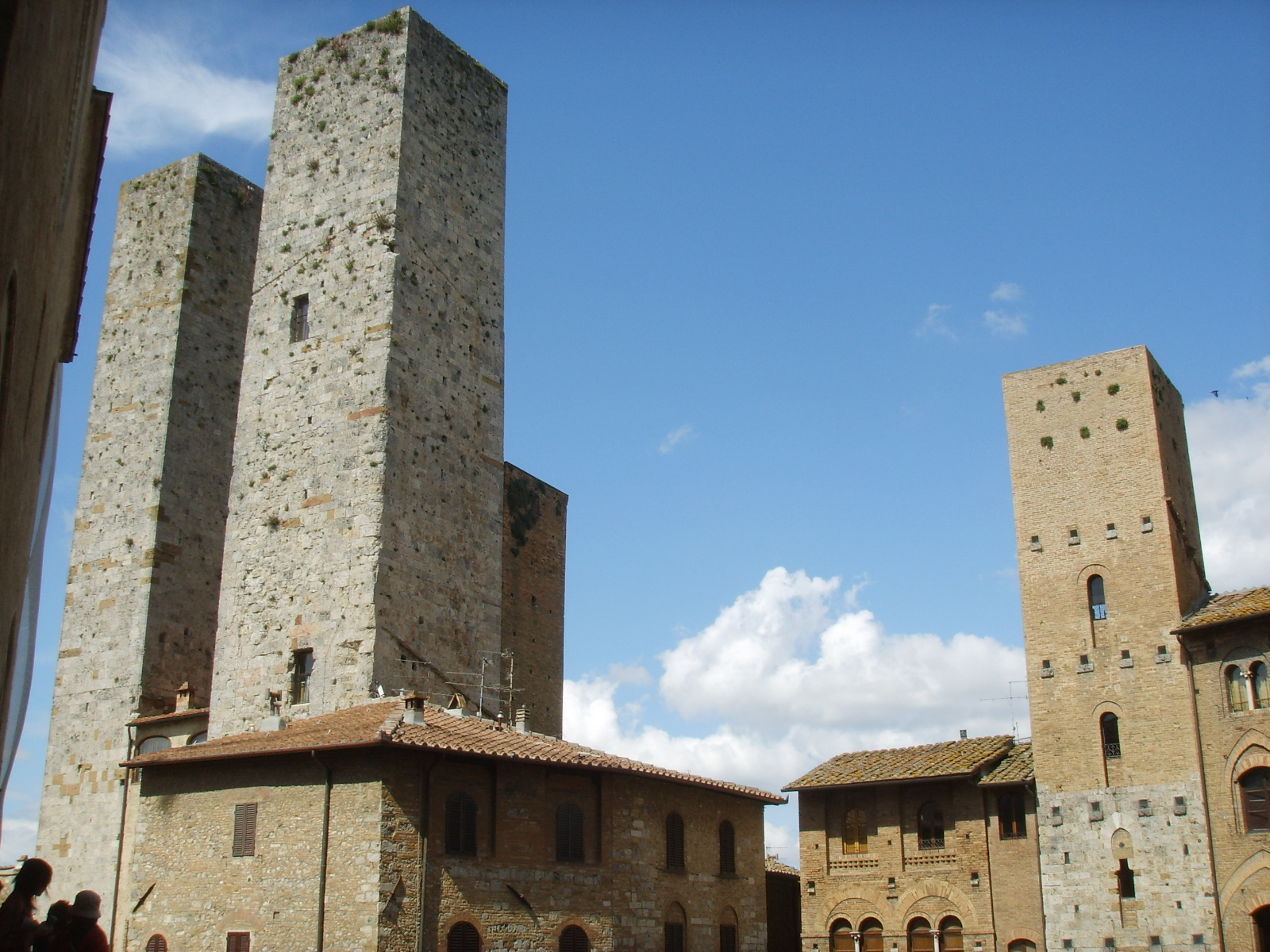
Torri di San Gimignano

Le città medievali erano spesso punteggiate da innumerevoli torri. La tipologia più antica di torre medievale è a base circolare, una tipologia ripresa dalle fortificazioni murarie romane e che pare essere stata usata per scopi civili originariamente a Ravenna, per venire poi ripresa nelle torri scalari delle cattedrali nordeuropee. Nel periodo romanico si diffuse la tipologia a base quadrata o rettangolare, ma non mancano anche esempi torri a base poligonale.

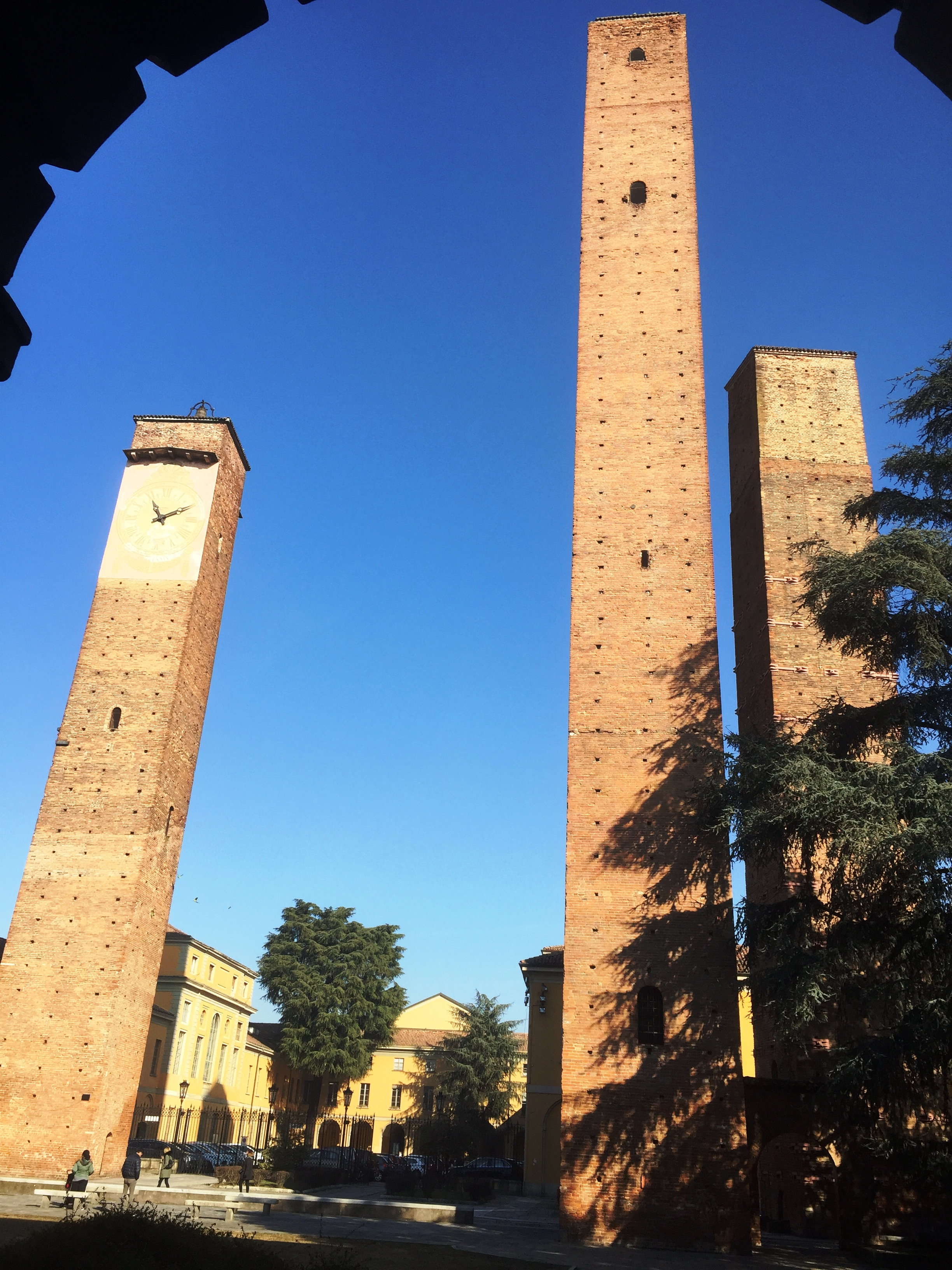
Alcune delle torri di Pavia

Per ottenere altezze che arrivavano, nei casi più straordinari, a sfiorare i cento metri come nel caso della Torre degli Asinelli a Bologna (l'altezza era infatti metro del prestigio e della ricchezza dei proprietari), si costruivano solide fondazioni e si ispessiva la muratura alla base fino anche a più di due metri. Inoltre si ricorreva talvolta ad archi di scarico, che distribuivano il peso dei piani sui solidi muri laterali e sui contrafforti. Spesso le torri abitate avevano come comfort la presenza di ballatoi esterni in legno ai piani più alti che ampliavano la superficie calpestabile.
Un esempio straordinariamente conservato di insieme di torri medievali (dall'XI al XIV secolo) è la cittadina di San Gimignano in Toscana, dove sono ancora oggi presenti quattordici maestosi esemplari, delle più di settanta torri un tempo presenti. A Pavia sopravvivono ancora 60 torri medievali, quasi tutte risalenti al XII secolo, ma solo sei sono ancora integre, mentre le altre furono abbassate e inglobate negli edifici adiacenti. Quasi ogni torre era di proprietà di un gruppo familiare che, come in molti altri centri dell'Italia comunale, realizzava la torre vicino al palazzo o alle case della famiglia. Spesso, le stesse famiglie costruivano poi torri, di dimensione minore, presso i poderi che controllavano nelle campagne.

### Infrastrutture

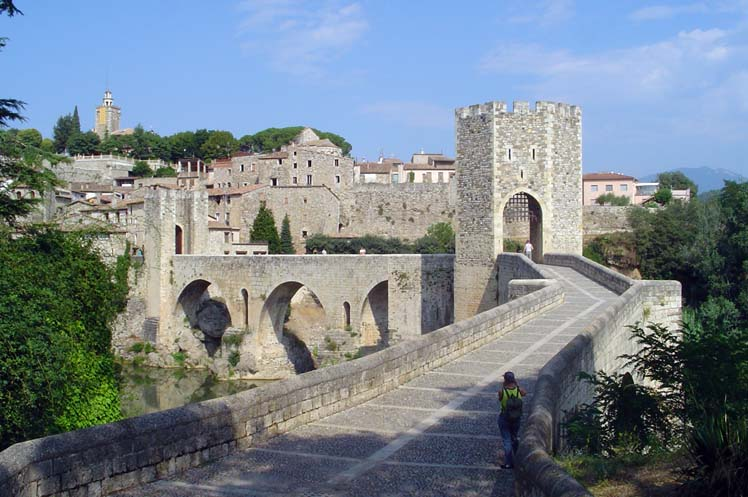
Il ponte di Besalú

Per quanto riguarda le infrastrutture, il medievale ponte di Besalú, in Catalogna, risale al XII secolo ed è tra i più notevoli dell'epoca: la perfetta padronanza delle tecniche murarie e della costruzione degli archi permise di assecondare la conformazione del letto del fiume, consentendo anche l'edificazione di un solido portale al centro. Dopotutto risalgono a questo periodo le leggende sui ponti del diavolo, opere di ingegneria così avanzate per l'epoca, da essere credute artifici del Maligno.